# Storia dell'Ucraina
La storia dell'Ucraina si estende per migliaia di anni. Come parte della Scizia nell'antichità, l'Ucraina è stata ampiamente colonizzata da Greutungi, Geti, Goti e Unni nel periodo delle migrazioni, mentre le parti meridionali dell'Ucraina sono state precedentemente colonizzate dai Greci e poi dai Romani. Nell'Alto Medioevo fu il luogo della prima espansione slava.

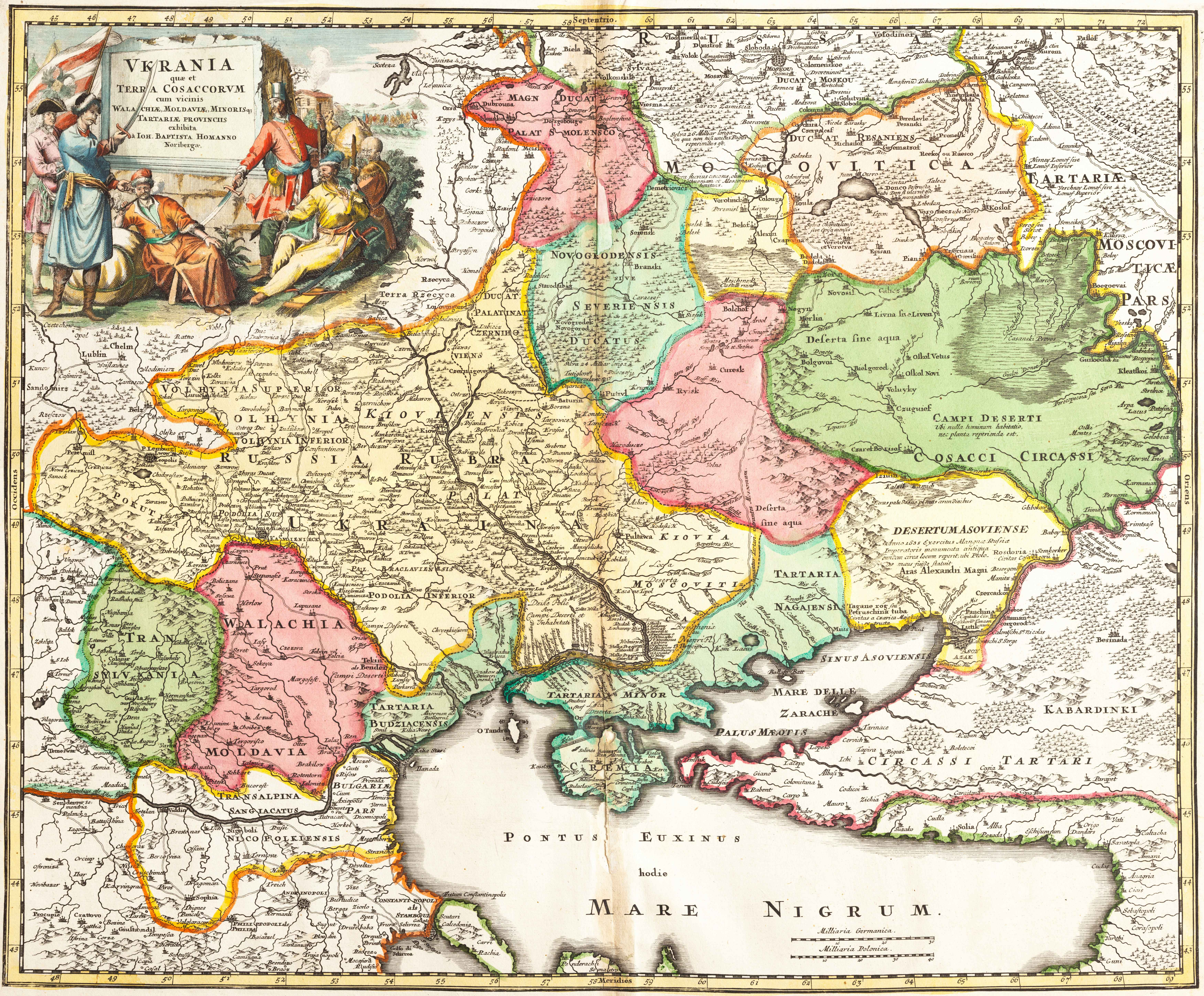
Ucraina nel XVIII secolo

L'Ucraina entra nella storia scritta con l'istituzione dello Stato medievale della Rus' di Kiev. Lo Stato era centralizzato nell'Ucraina del Dnepr; la tribù kievana dei Poliani fu l'organizzatrice dello Rus' di Kiev, iniziando a chiamare se stessi e la propria terra Rus' nel IX secolo, una parola che probabilmente derivava da Variaghi, che pose le basi dello Stato stesso. Si affermò come una delle nazioni più potenti e avanzate dell'Europa dell'epoca, con Kiev che conobbe la sua età dell'oro e la sua cristianizzazione sotto Vladimir il Grande e Yaroslav il Saggio. Kiev mantenne una prosperità secolare, ma nel Pieno Medioevo iniziò la frammentazione feudale nella Rus' di Kiev, e i monarchi kievani si contendevano il trono nel nucleo centrale della Terra di Rus', mentre subivano le incursioni turche dall'Ucraina meridionale. Nel XIII secolo la Rus' di Kiev fu distrutta dall'invasione mongola, lasciando il suo nucleo centrale nell'Ucraina del Dnepr assolutamente devastato. Il Principato di Galizia-Volinia succede alla Rus'. Il principe galiziano Danylo Romanovych fu incoronato dal Papa e assunse il titolo di Re di Rus', trasformando il principato in Regno di Rutenia, che tuttavia decadde a causa del grande potere dell'aristocrazia galiziana.
Nel XIV e XV secolo, la maggior parte dei territori ucraini divenne parte del Granducato di Lituania, mentre la Galizia e la Zakarpatia passarono sotto il dominio polacco e ungherese. La Lituania mantenne le tradizioni rutene locali e fu gradualmente influenzata dalla lingua, dalla legge e dalla cultura rutene, fino a quando la Lituania stessa passò sotto l'influenza polacca, in seguito all'Unione di Krewo e all'Unione di Lublino, che portarono alla fusione dei due Paesi nel Confederazione polacco-lituana, lasciando le terre ucraine sotto il dominio della corona polacca. Nel frattempo l'Ucraina meridionale era dominata dall'Orda d'Oro e poi dal Khanato di Crimea, che passò sotto la protezione dell'Impero Ottomano.
La costruzione moderna dello Stato ucraino è associata ai cosacchi che proteggevano il confine dalle incursioni dei tartari di Crimea. Nel 1648 i cosacchi ucraini si ribellarono al dominio polacco e fondarono l'Etmanato di Ucraina. Dopo la morte dell'hetman Bohdan Chmel'nyc'kyj, l'Hetmanato entrò nel periodo delle guerre civili noto come la Ruina, che permise ai vicini dell'Ucraina di dividerla nelle loro sfere di influenza. L'Hetmanato fu riunito e prosperò sotto il governo di Ivan Mazepa. Nella Grande Guerra del Nord, Mazepa si alleò con l'Impero svedese per liberarsi dell'influenza russa. Tuttavia, l'esercito ucraino-svedese fu sconfitto nella battaglia di Poltava, e la Russia limitò la libertà dell'Hetmanato culminando con la destituzione dell'Hetmanato cosacco negli anni '60 del XVII secolo e la distruzione del Sič di Zaporižžja negli anni '70 del XVII secolo. Al momento della sconfitta, il nuovo Hetman eletto Pylyp Orlyk scrisse una delle prime costituzioni dell'Ucraina e una delle prime costituzioni europee moderne. In seguito alle Spartizioni della Polonia (1772-1795) e alla conquista russa del Khanato di Crimea, l'Impero russo e l'Austria asburgica controllarono per oltre cento anni tutti i territori che costituiscono l'attuale Ucraina. Il nazionalismo ucraino iniziò a svilupparsi nel XIX secolo. 
L'Ucraina riconquistò l'indipendenza durante la Prima guerra mondiale e la Guerra d'indipendenza, ma con la ritirata delle forze tedesche e austriache, l'Unione Sovietica catturò la maggior parte del Paese e la parte occidentale fu ceduta alla Polonia.

## Preistoria

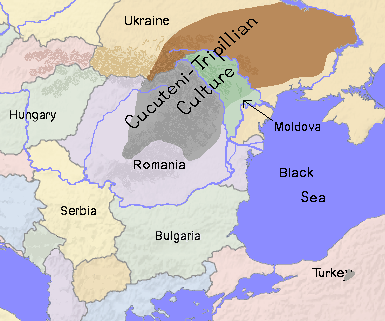
Cultura di Cucuteni-Trypillia

La presenza della specie homo sapiens in Ucraina risale al 32.000 a.C. come emerge dai ritrovamenti del Paleolitico superiore Gravettiano nei Monti della Crimea.

La cultura di Jamna nel IV millennio a.C. in Europa.

A partire dal 4500 a.C. fiorì nelle steppe dell'Europa meridionale la cultura di Cucuteni in particolare a Trypillia e nella regione Dniepr-Dniestr.
La cultura di Jamna, la "cultura della tomba a fossa", (dal russo/ucraino яма, "fossa") è situata in un periodo tardo dell'età del rame/inizio della cultura dell'età del bronzo nella regione del Bug/Dnestr/Ural (la steppa pontica), risalente a un periodo che va dal XXXVI al XXIII secolo a.C. Lo stesso nome risulta nella letteratura archeologica anglo-sassone come cultura della tomba a fossa (pit-grave) o cultura della tomba di ocra (ochre-grave).
La cultura fu prevalentemente nomade, con l'agricoltura praticata in qualche zona vicino ai fiumi e in alcune hillfort.

## Dall'antichità all'alto medioevo
A partire dall'XI secolo a.C. l'Ucraina fu abitata dai Cimmeri. Nel VII secolo a.C. questo popolo fu cacciato dai nomadi Sciti di ceppo iranico, che vissero nella regione per molti secoli, organizzandosi nel Regno di Scizia e lasciando importanti testimonianze archeologiche. Ad essi si devono, infatti, i cosiddetti kurgan, tumuli funebri, ed i loro celebri corredi di gioielli d'oro.
A partire dal II secolo a.C. gli Sciti subirono la pressione di altre stirpi di nomadi iranici, chiamate collettivamente Sarmati, in particolare degli Jazigi e dei Rossolani.

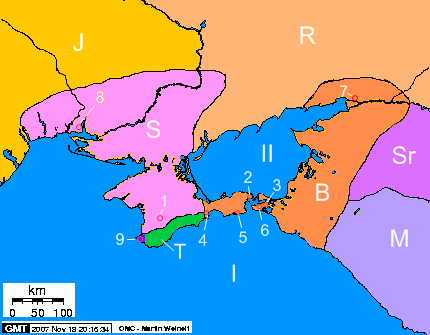
Popolazioni nel II secolo a.C. Legenda della cartina: I) Mar Nero; II) Mar d'Azov; 1) Neapolis; 2) Panticapaeum; 3) Phanagoria; 4) Theodosia; 5) Kimmerikon; 6) Ermonassa; 7) Tanais; 8) Olbia; 9) Chersonesos; S) Sciti in Crimea; B) Regno del Bosforo; J) Jazigi; R) Rossolani; Sr) Siraces; M) Maeotae (penisola di Taman'); T) Tauri.

Contemporaneamente, a partire dal VI secolo a.C. sulle coste del Mar Nero furono fondate alcune colonie di Mileto, fra cui Olbia, Tyras (odierna Bilhorod-Dnistrovs'kyj) e Boristene. Dal I secolo d.C. Tyras godette della protezione dell'Impero Romano.
Intorno al 230 le steppe dell'Europa meridionale furono invase dal popolo germanico orientale dei Goti che rimase nell'area fino a quando ne fu espulso dagli Unni intorno al 370. Gli Unni governarono la regione per circa un secolo.

La Grande Bulgaria, (626-650 d.C.)

Dopo il 550 gli Avari si spostarono verso ovest sotto la pressione dei göktürk e si stanziarono nell'area della steppa fra la Russia meridionale e l'Ucraina per circa un secolo prima di spostarsi più a ovest, anche se la loro sfera di influenza arrivava fino alla fine del VII secolo ancora fino al Dnepr, in Ucraina occidentale.
Intorno al 630 l'attuale Ucraina orientale divenne il territorio del khanato dei Proto-bulgari. Nel 668 i Bulgari vennero a loro volta espulsi dai Cazari, che diedero vita ad un khanato durato alcuni secoli e nell'area dell'Ucraina orientale si insediarono i Magiari alleati dei Cazari, provenienti dalle zone uraliche e che chiamarono la zona Levédia. Tuttavia intorno al IX secolo, nell'area dell'attuale Ucraina l'arrivo dei Peceneghi, organizzati in otto principati tribali, provocò due spostamenti del popolo magiaro prima per circa 70 anni nell'area chiamata da loro stessi Etelköz e poi l'attraversamento dei Carpazi e la conquista della pianura pannonica.

## Il principato della Rus' di Kiev

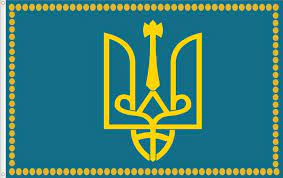
La bandiera della Rus' di Kiev durante il regno di Volodymyr il Grande

La Rus' di Kiev fu il primo Stato Slavo Orientale il termine Rus'  derival da "rods-", antico termine norreno che significa "uomini che remano" perché era il metodo principale per navigare sui fiumi dell'Europa orientale.
Popolazioni slave vivevano nelle foreste dell'Ucraina settentrionale almeno dal VI secolo. Verso la metà del IX secolo si insediarono, sovrapponendosi agli Slavi, anche elementi di un popolo scandinavo, i Rus', appartenenti al grande gruppo dei Variaghi (Vichinghi) da cui discesero anche altri ceppi normanni.

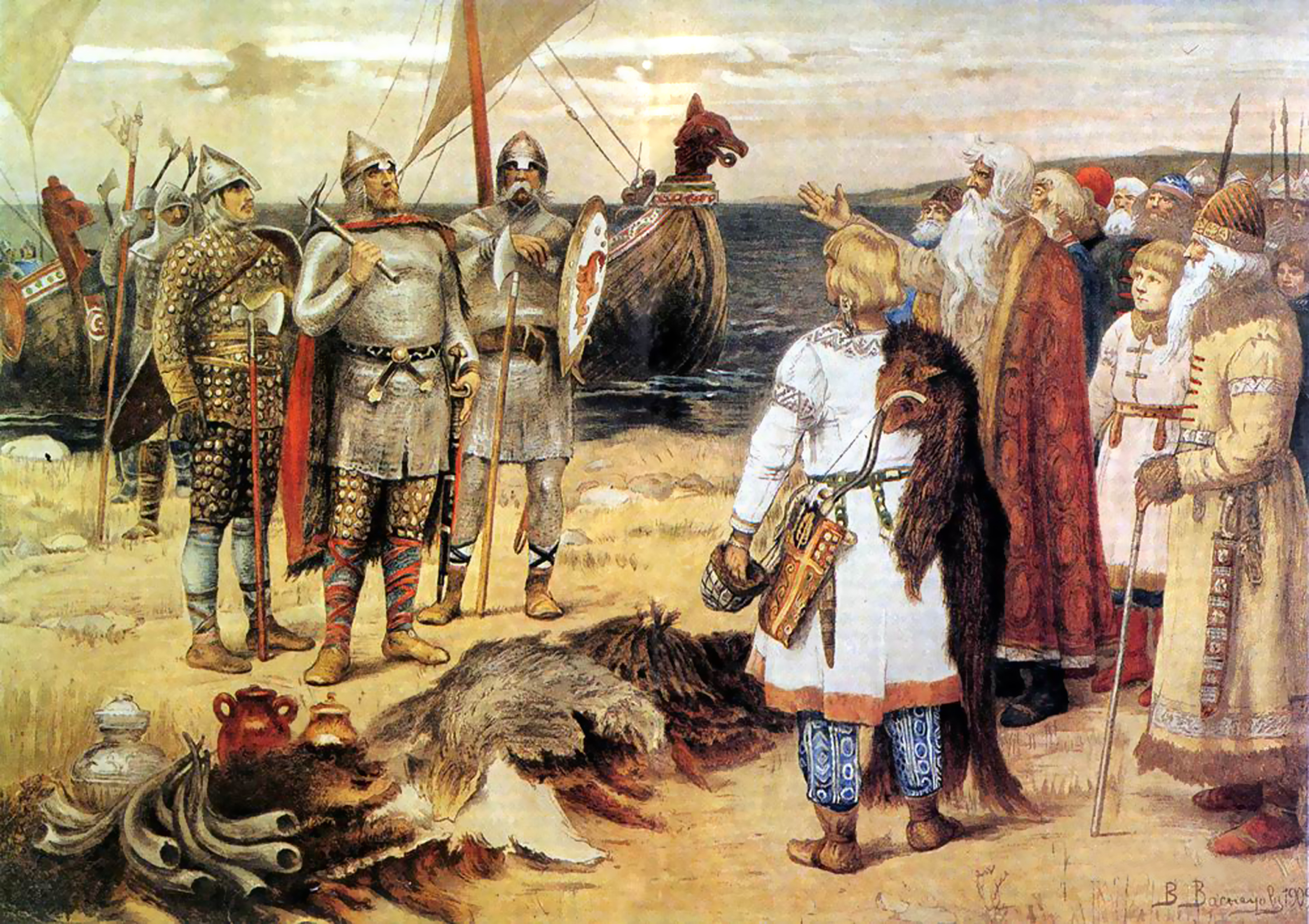
L'invito dei Variaghi (vikinghi). Rjurik con i suoi fratelli

Il Cronaca degli anni passati scritta a Kiev intorno al 1113 narra l'arrivo dei Rus' nell'est Europa, a metà del IX secolo, le popolazioni locali li invitarono per governare e mantenere l'ordine sulle loro terre. Quando i principi Variaghi arrivarono, il nome Rus' fu associato a loro e ai territori che loro controllavano. Inizialmente le città di Kiev, Černihiv e Perejaslav e i loro dintorni passarono sotto il controllo variago. La maggior parte della popolazione della regione, gli slavi di Kiev la Poliani iniziarono a chiamarsi Rus' e il nome terra di Rus si riferiva alla terra di Ucraina centrale, anche se in senso più ampio poteva riferirsi a tutti i possedimenti di Kiev, cioè alla Rus' di Kiev.
Variaghi formarono per lungo tempo l'élite militare e politica della regione, ma si slavizzarono velocemente, assumendo le stesse tradizioni del resto della popolazione. L'unificazione di un territorio così vasto sotto un'unica autorità, del principe della Rus' di Kiev, conferì per due secoli una grande prosperità alla regione di Kiev, che divenne un punto di passaggio obbligato del commercio lungo il Dnipro, tra il Baltico e il Mar Nero. Lungo il fiume si trasportavano merci pregiate come pellicce, cera, miele, zanne di tricheco e schiavi provenienti dall'odierna Bielorussia.

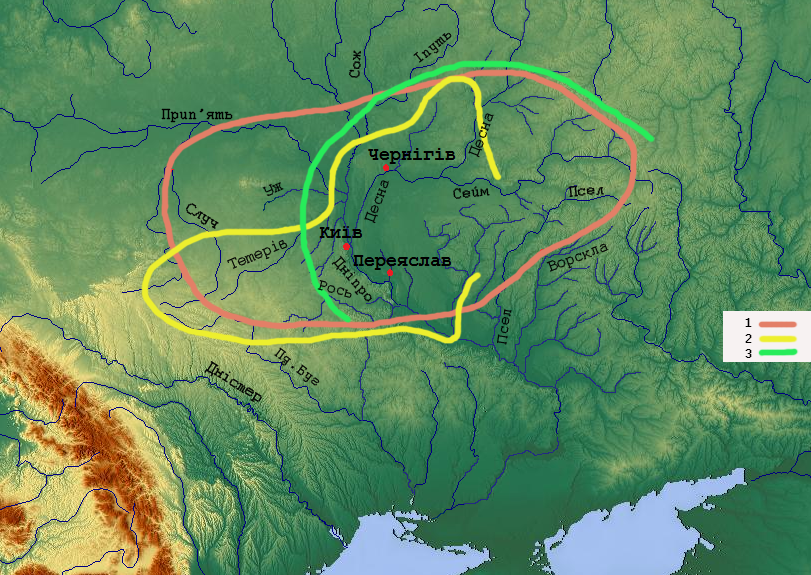
Le terre storiche dei Rus' Rosso: secondo lo storico Petro Tolochko Giallo: secondo A.Nasonov Verde: secondo Boris Rybakov

### La Fondazione della Rus' di Kiev e il principe Oleg
Tre fratelli, uno dei quali di nome Rjurik, accettarono l'invito delle popolazioni locali. Presto i due fratelli muoiono e Rjurik si prende le loro terre. Askold e Dir, altri variaghi del gruppo, chiesero il permesso di andare a cercare la fortuna a Tsargrad (Costantinopoli) ma per la strada si fermarono in una città su una collina, chiamata Kiy (Kiev) e decisero di rimanere lì.
Dopo la morte di Rjurik il suo potere passò a Oleg, in quanto il figlio Igor di Rjurik ebbe solo 2 anni.
Nell'882 Oleg di Kiev consolidò sotto il dominio di Kiev varie terre sulla rotta commerciale via variago-greca, dopo aver ucciso Askold e Dir. Assunse il titolo di principe di Kiev e pose la capitale del suo regno a Kiev fondando così il primo Stato slavo Orientale. Oleg regnò su Kiev dal 882 al 912, è noto per le sue campagne militari, che gli permisero di sottomettere diverse tribù slave e finniche, estendendo l'influenza di Kiev.

### Igor di Kiev

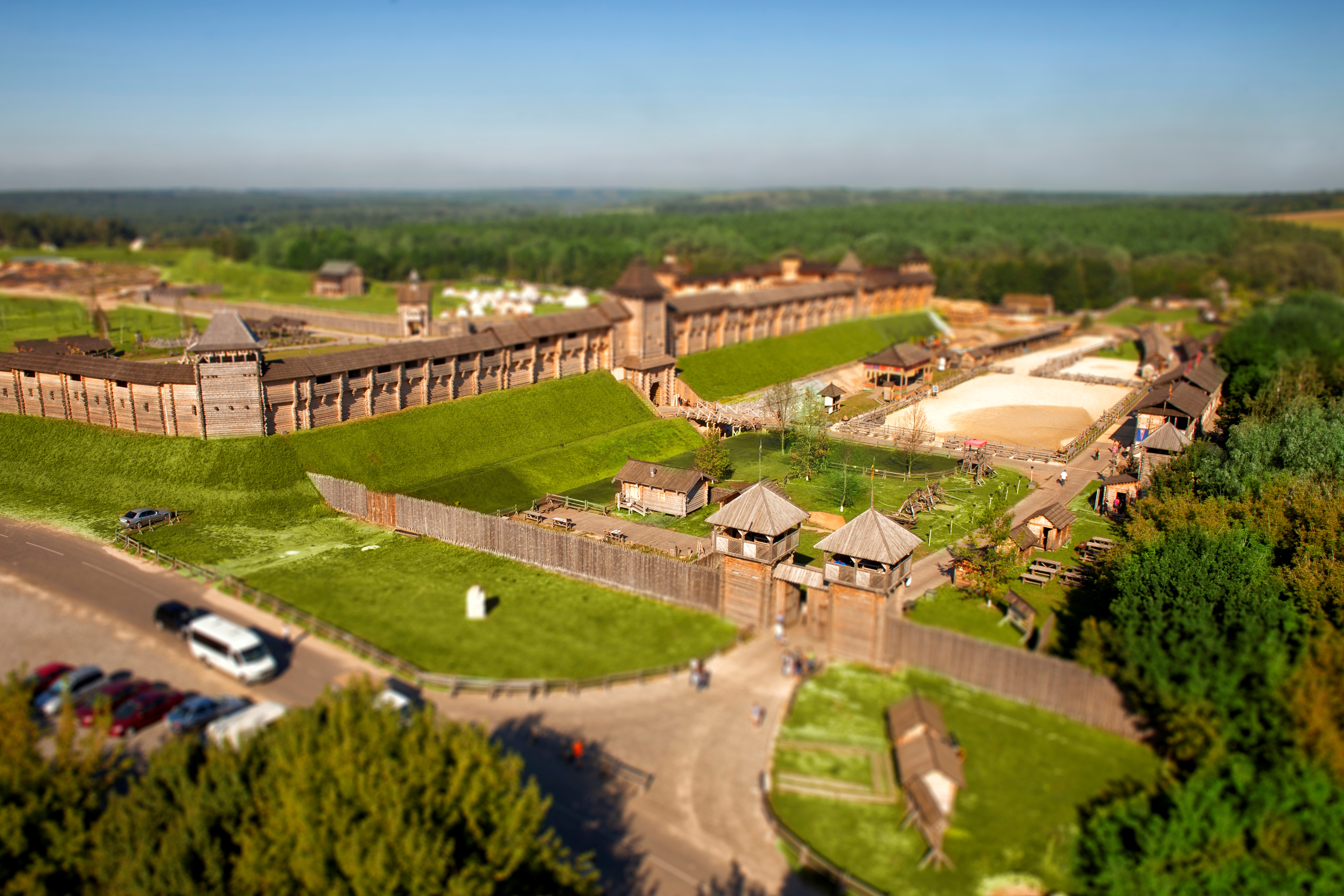
Antica Kiev nel Principato di Kyivan Rus

Dopo la fine del governo di Oleg, nel 912, al trono salì il figlio di Rjurik, che Oleg aveva cresciuto, Igor di Kiev. Nella Cronaca degli anni passati rappresentato come un principe avido e senza successo. Prima di salire al potere Oleg si sposò con Olga, una donna variaga, in seguito chiamata anche Santa Olga di Kiev. Nel 945 ucciso dalla tribu dei Drevljani che popolavano le terre della regione del fiume Pripiat, nel tentativo di riscuotere più dei tributi consueti.

### Santa Olga di Kiev

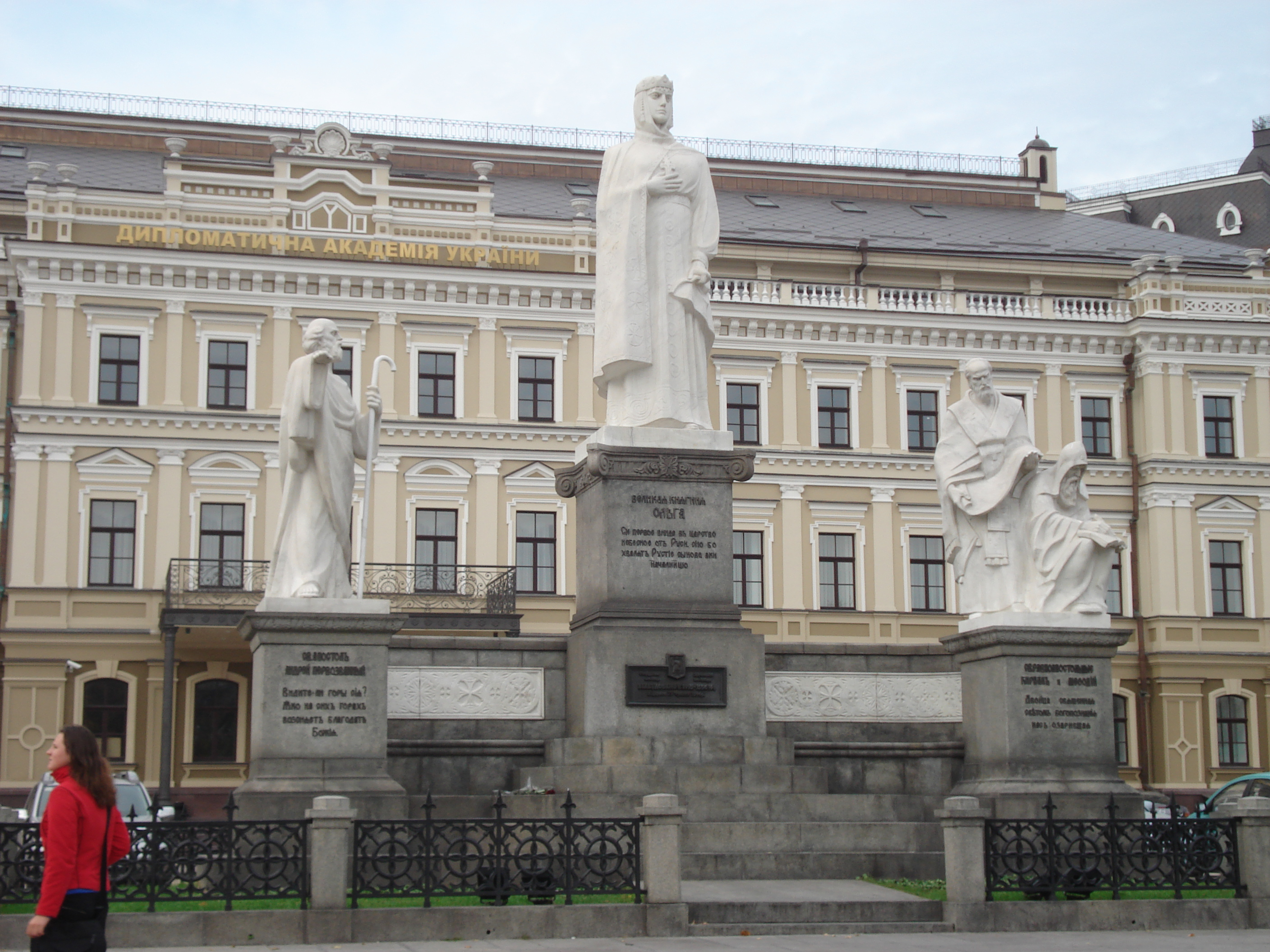
Il monumento di santa Olga a Kiev

Olga in norreno Helga (890- 969) salì al trono in seguito alla morte del marito il principe Igor fu la prima donna a regnare la Rus' di Kiev, e il primo membro della dinastia Rjurik ad essere battezzata nel 957 a Costantinopoli (ora Istanbul). Regnò al posto del suo figlio Svjatoslav I di Kiev dal 945 a 964.

### Sviatoslav I di Kiev
Nel 962 a 21 anni il figlio di Igor' di Kiev e Olga, Sviatoslav o Sveinad in norreno, sale al trono del regno Kievano, riprende la politica espansionista di Oleg di Kiev e come prima cosa si concentra sul Nord e l'Est. Porta l'ultima tribù Slava dell'Est europeo (i Viaticiany), sotto il potere della Rus'.
Nel frattempo quando il khanato di Khazar fatica con i Pecheneghi e Sviatoslav, invece di ascoltare le richieste di aiuto di Kazari, nel 967 li attacca e cattura il loro territorio. Nello stesso anno Sviatoslav I sottomette la Bulgaria del Volga.
Le ambizioni di Sviatoslav comprendevano i Balkani, popolati dai Bulgari e l'Impero Bizantino. Le ambizioni che però sono rimaste tali perché nel 971 deve firmare l'accordo di pace con i bizantini che non era molto favorevole per la Rus' di Kiev.
Il principe muore assassinato nel 972, sulla via di ritorno verso Kiev, nell'imboscata fatta dai Peceneghi, che sapevano dei movimenti di Sviatoslav I probabilmente dai bulgari o/e i bizantini. I Peceneghi erano gli alleati dell'Impero Bizantino e occupavano la parte meridionale dell'attuale Ucraina.

### Volodymyr I di Kiev

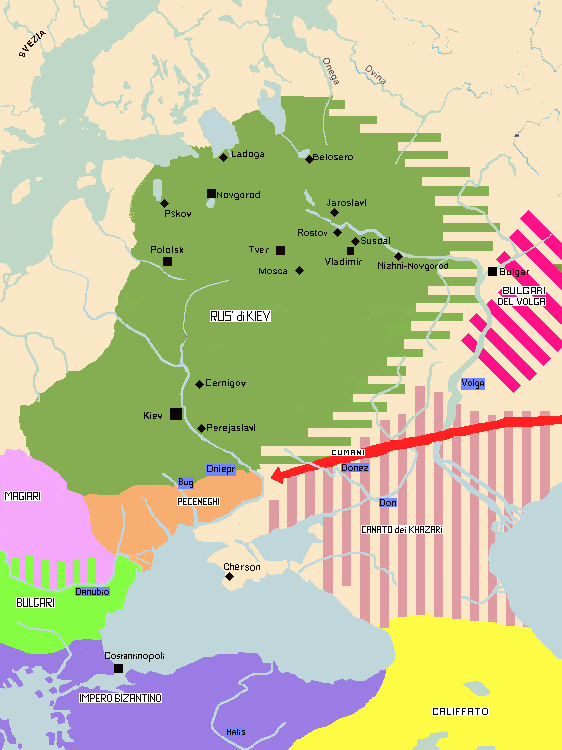
Estensione della Rus' di Kiev nell'XI secolo

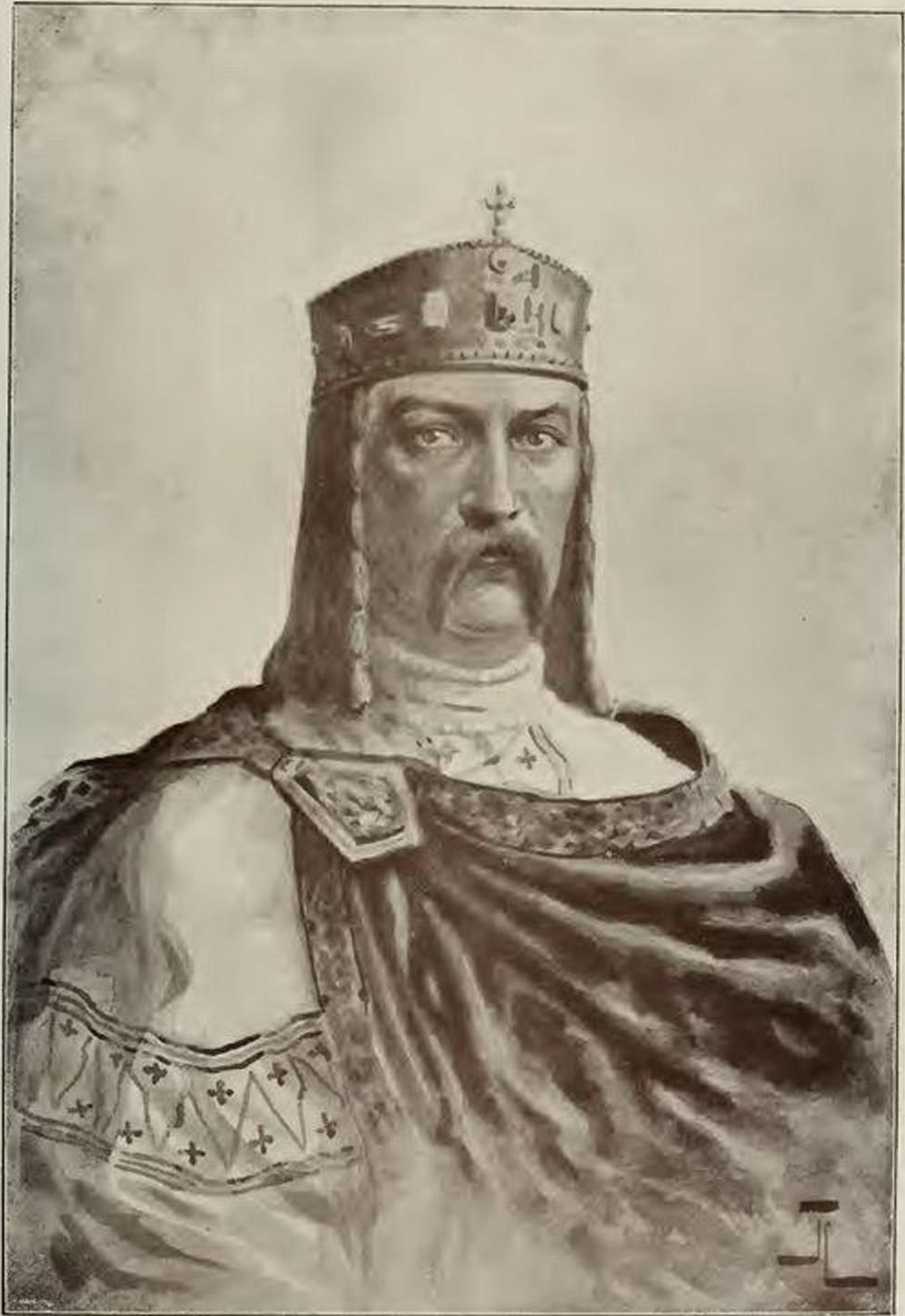

Nel 988 il sovrano Vladimir I o più conosciuto in Ucraina come Volodymyr il Grande, del regno della Rus' di Kiev si convertì con tutto il suo popolo al Cristianesimo di Costantinopoli, sposò Anna, sorella dell'imperatore bizantino Basilio II e iniziò così un periodo di forte influenza bizantina sulla cultura del regno (già iniziata, probabilmente, nel 957).
Volodymyr ha esteso i confini del regno Kievano e l'ha fatto diventare uno degli stati più potenti dell'Europa Orientale.
Unificò le tribù Slave orientali e rafforzò le frontiere con una serie di campagne militari contro vicini come i Polacchi, i Vjatici, i Radimichi, gli Jatvingi, i Khazari e i Bulgari del Volga.
Difese la Rus' dai nomadi Peceneghi, costruendo linee di fortificazioni e città fortificate.
Ha convertito la Rus' di Kiev al Cristianesimo. Volodymyr era interessato a rafforzare le connessioni diplomatiche e commerciali con l'Impero Bizantino e a consolidare il proprio potere e l'unione del regno Kievano attraverso un'unica fede.

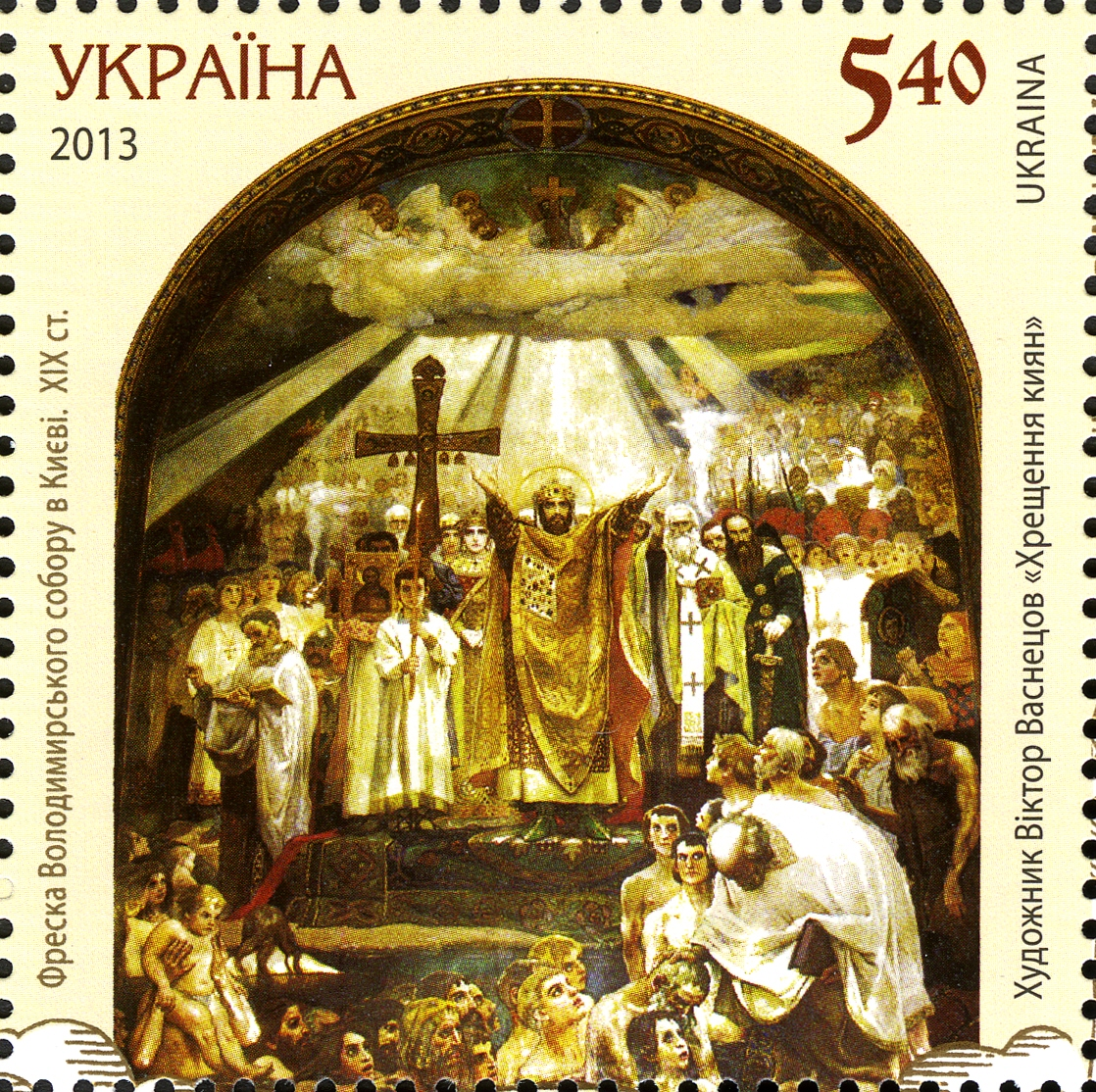
Il battesimo di Rus' di Kiev

987 Volodymyr manda diverse migliaia di guerrieri per aiutare l'Imperatore Bizantino, Basilio II, a mantenere il suo trono. Nel cambio l'imperatore gli promette la mano della sua sorella Anna, a condizione che sia lui che i suoi sudditi si convertono al Cristianesimo. Nel 988 Volodymyr cattura il Khersones, in Crimea, probabilmente per forzare l'Imperatore Bizantino a mantenere la promessa, e dopo il matrimonio lo consegna a Basilio ll. Nel 990 Volodymyr ritorna a Kiev con la sua nuova moglie.

### Vladimir I e il Battesimo della Rus' di Kiev
Il battesimo di massa dei cittadini di Kiev avvenne nell'agosto 988, segnando l'inizio della cristianizzazione della Rus' di Kiev. Per diverso tempo la cristianizzazione della Rus' di Kiev fu solo di facciata, ma la Chiesa ortodossa ebbe l'opportunità di inserire i propri esponenti nell'amministrazione degli insediamenti locali e di condizionarne le vicende.

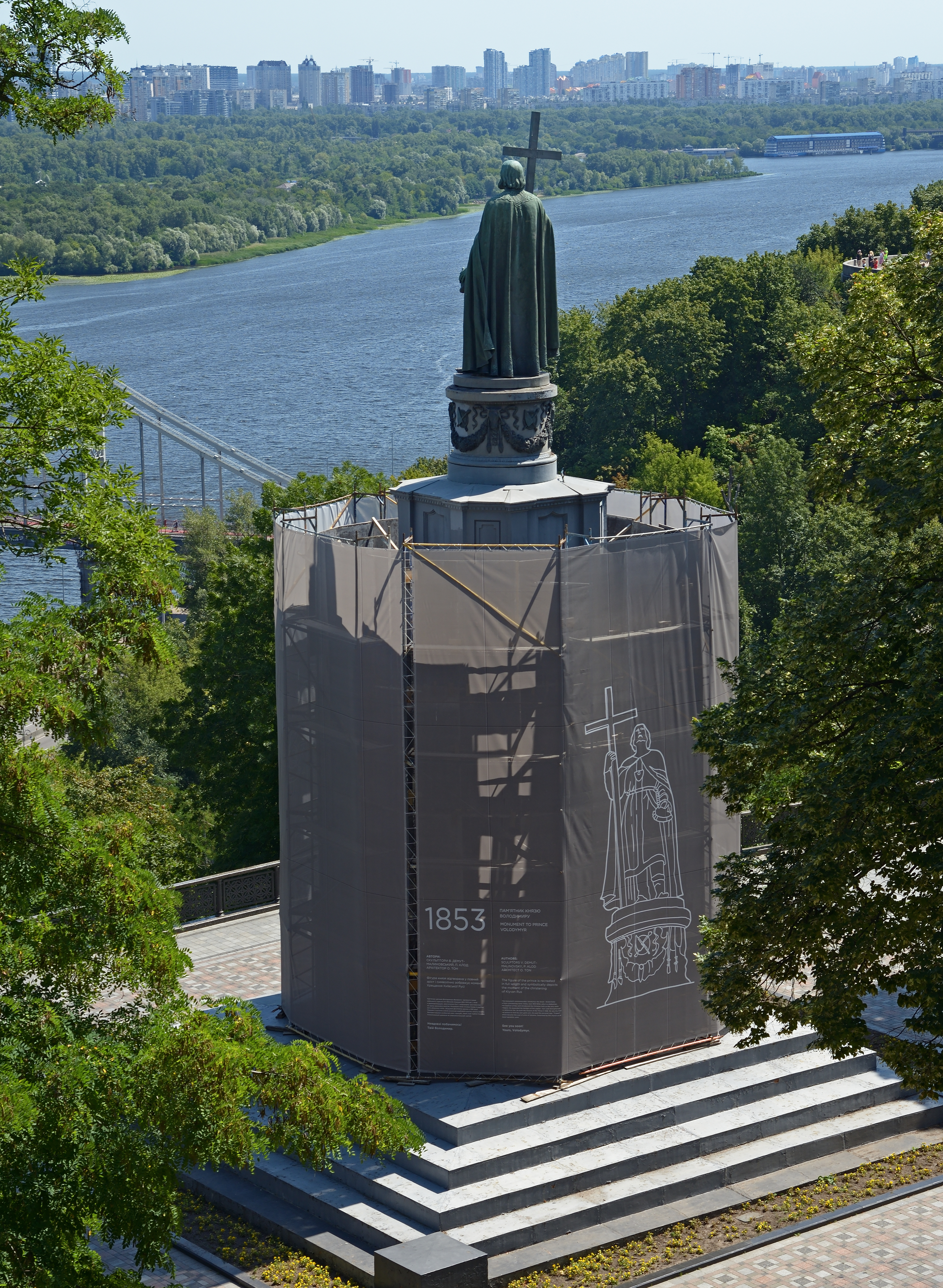
Il monumento al principe Volodymy I a Kiev, protetto dai bombardamenti russi. 2022

Il periodo seguente fu segnato dallo sviluppo dell'arte e delle scienze. Durante il regno di Volodymyr furono costruite le prime scuole e chiese, tra cui la famosa Chiesa delle Decime a Kiev, e la Rus' di Kiev sviluppò relazioni politiche e culturali con Bisanzio, la Bulgaria e la Germania. I rapporti con la Polonia migliorarono dopo che il figlio di Volodymyr, Sviatopolk I, sposò la figlia del principe Boleslao I di Polonia nel 992.

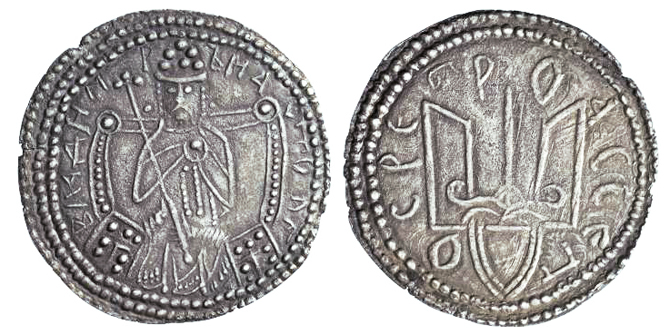

Volodymyr fu il primo a iniziare a coniare la propria moneta d'oro. Ha fondato la città di Volodymyr.
Ha utilizzato il segno del "tridente" come il simbolo della Rus' di Kiev, che in seguito è diventato lo stemma dell'Ucraina.

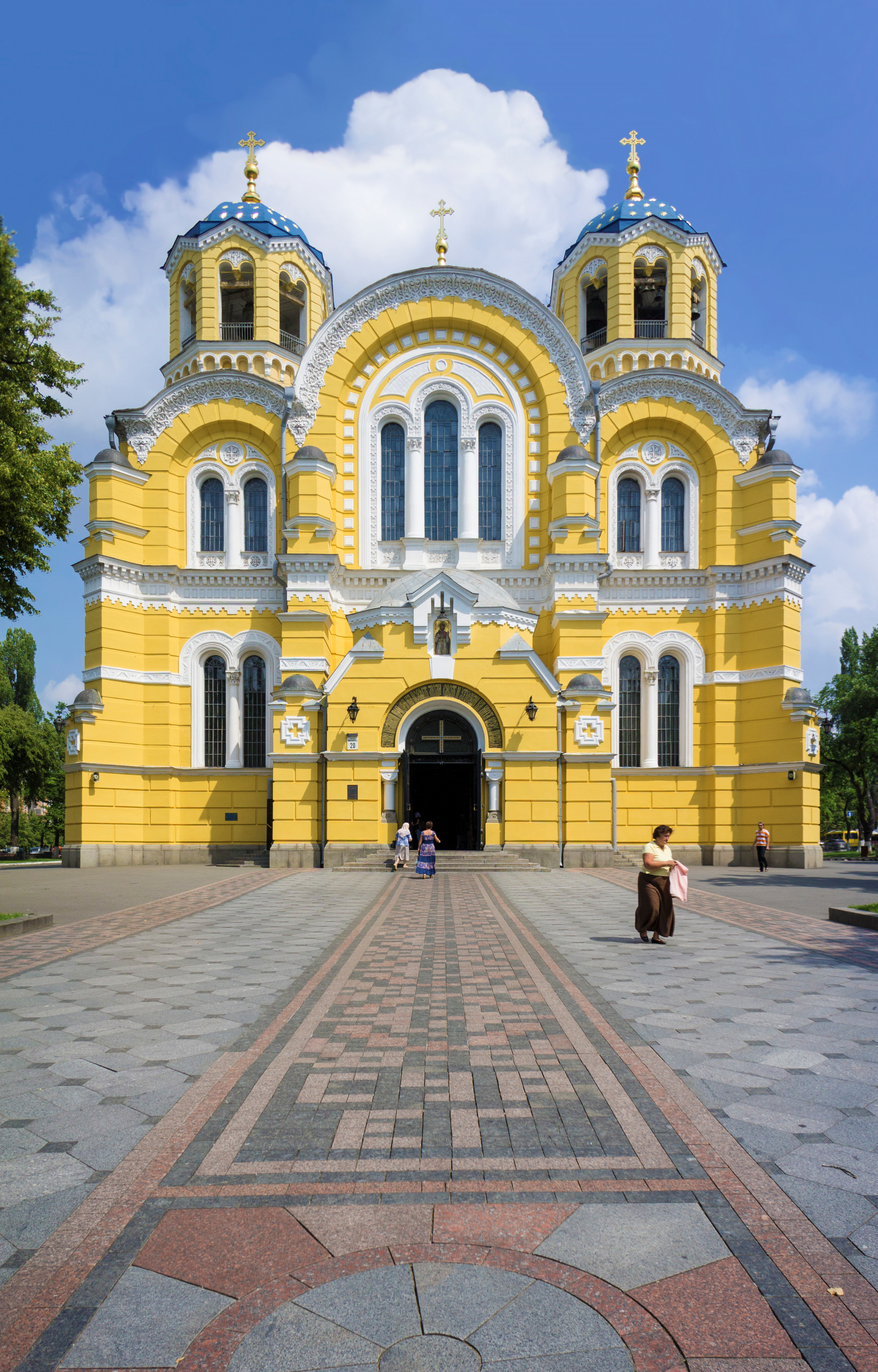
Cattedrale di San Volodymyr(Vladimir) a Kiev

Volodymyr ricevette emissari papali nel 986, 988, 991, 992 e 1000 e inviò i propri inviati a Roma nel 993 e 1001. Verso la fine della sua vita i suoi figli Sviatopolk I e Jaroslav I di Kiev sfidarono il suo governo. Dopo aver sconfitto Sviatopolk I, Volodymyr morì nel Palazzo Berestovsky vicino a Kiev, mentre preparava una campagna contro Jaroslav, e fu sepolto nella Chiesa delle Decime.
Fu canonizzato dalla chiesa ortodossa e quella cattolica dopo il 1240. L'icona di San Volodymyr con il tridente è esposta nella Basilica di San Pietro in Vaticano. Il tridente ucraino è l'unico simbolo nazionale esposto nella Basilica di San Pietro.

### Jaroslav I di Kiev o Jaroslav il Saggio
Jaroslav sconfisse definitivamente i Peceneghi nel 1036. Le steppe furono allora invase dal popolo dei Cumani. In conseguenza delle continue invasioni di popolazioni nomadi di lingua turca (Peceneghi e Cumani), che compivano razzie ai danni dei Rus', le popolazioni slave migrarono a nord, verso le più sicure foreste ma abitate dalle popolazioni uraliche (ugro-finniche).
All'inizio del XII secolo la regione conobbe un periodo di decadenza. Probabilmente a causa di tassazioni troppo elevate, di conflitti tra i nobili e dei reiterati attacchi dei popoli nomadi confinanti, molti abitanti abbandonarono la regione per colonizzare altre terre che si trovavano a nord est, lungo il Volga, abitate da popolazioni (ugro-finniche). I tentativi dei sovrani di arginare il declino demografico introdussero nel territorio alcune popolazioni delle steppe circostanti, che, precedentemente nomadi, iniziarono ad assumere uno stile di vita più stanziale.
A partire dal 1054 la Rus' di Kiev si disgregò in principati indipendenti. L'odierna Ucraina risultò divisa fra i principati di Galizia, Volinia o Vladimir Volinskji, Černihiv, Novgorod Severskji, Perejaslav e Kiev. Per la prima volta apparve il nome di Ucraina, usato per indicare il territorio soggetto al principato di Perejaslav.

## L'invasione dei Mongoli
Nel XIII secolo le steppe eurasiatiche furono sconvolte dalla invasione dei Mongoli ed in particolare nel 1240 Kiev fu devastata. I Mongoli non conquistarono direttamente i principati slavi, ma li resero vassalli e li sottomisero al pagamento di un tributo (come nel caso del Principato di Galizia-Volinia). I Cumani furono invece governati direttamente.
Intorno alla metà del secolo la parte europea del dominio mongolo divenne indipendente con il nome di khanato dell'Orda d'Oro. Di esso rimasero tributari i principati ucraini per circa un secolo.
Fra il 1362 e il 1399 i granduchi lituani Algirdas e Vitoldo conquistarono buona parte dell'odierna Ucraina, fino alle coste del Mar Nero, ponendo così fine ai vari principati eredi della Rus' di Kiev. Nel frattempo nel 1386 in seguito al trattato dell'Unione di Krewo la Lituania si univa al Regno di Polonia, che si era già impossessato della Galizia o Piccola Polonia.
I territori rimasti in mano all'Orda d'Oro avrebbero costituito intorno al 1430 il khanato di Crimea.

## Il dominio polacco

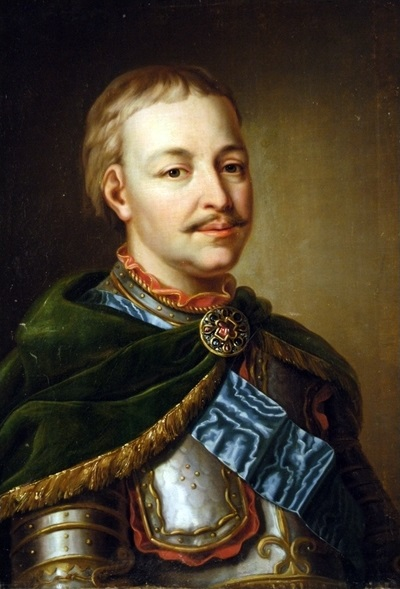
Ivan Mazeppa - atamano dello Stato Cosacco (1687—1709)

Intorno alla fine del XV secolo vi fu un'imponente ondata migratoria da parte di esuli e rifugiati ortodossi, genericamente definiti kozak, cosacchi (parola che in turco significava "nomade", o "libero") che si riunirono in un gruppo di tribù seminomadi lungo i fiumi Don e Dnepr.
Nell'età moderna la maggior parte del territorio dell'attuale Ucraina era ripartito, secondo confini che si sono modificati nel tempo, fra il Granducato di Lituania (che confluì poi nella Confederazione polacco-lituana), il Granducato di Mosca (dal 1547 Regno russo e dal 1721 Impero russo) e il khanato di Crimea, vassallo dell'Impero ottomano.
La porzione polacca era divisa nei palatinati (territori governati da conti palatini) di Rutenia, Bełz, Volinia, Podolia, Kiev, Černihiv e Bracław.
Vi erano poi due porzioni dell'odierna Ucraina appartenenti ad altri stati: la Rutenia transcarpatica faceva parte dell'Ungheria e perciò dei domini asburgici; mentre l'odierno oblast' di Černivci e la porzione sudoccidentale di quello di Odessa, chiamata Budjak, appartenevano al principato di Moldavia, tributario ottomano.
Fra il 1583 ed il 1657 i Cosacchi Zaporoghi furono soggetti alla corona polacca come parte del palatinato di Kiev. Nel 1648 Bohdan Chmel'nyc'kyj si fece proclamare atamano dei Cosacchi e ne guidò la rivolta contro la Polonia, che terminò con la costituzione di uno stato autonomo cosacco, inizialmente vassallo dei polacchi. Nel 1654 Chmel'nyc'kij stipulò un'alleanza con il Regno russo (trattato di Perejaslav), ma l'Etmanato cosacco rimaneva vassallo dei Polacchi. In seguito al trattato di Andrusovo del 1667 lo stato cosacco si trovò diviso lungo il corso del Dnepr: la metà occidentale era vassalla dei Polacchi, quella orientale dei Russi. Nella parte polacca l'etmanato fu soppresso fra il 1699 ed il 1704.
Nel 1708 l'atamano Ivan Mazeppa si ribellò ai Russi con l'appoggio degli svedesi che avevano invaso l'Ucraina durante la grande guerra del nord. La rivolta fu, tuttavia, ferocemente repressa da Pietro il Grande.

### La spartizione
Infine nel 1764 l'Etmanato cosacco fu soppresso da Caterina II di Russia ed annesso al territorio russo. Nel 1775 lo Sič di Zaporižžja fu liquidato e tutti i documenti d'archivio dei cosacchi ucraini furono conservati per lungo tempo nel Forte di Sant'Elisabetta.
Per la sua posizione geografica, l'Ucraina ha giocato un ruolo importante fra l'Europa orientale e l'Impero ottomano, che a seguito di ripetute guerre con l'Impero russo, fra il 1774 ed il 1784, dovette cedere il canato di Crimea alla Russia.
Circa negli stessi anni, in seguito alle spartizioni della Polonia, fra il 1772 ed il 1795, i territori polacchi abitati da Ruteni furono divisi fra Austria Ungheria (la Galizia e Lodomiria con Leopoli) e Russia (Volinia e Podolia).

## L'Impero russo
All'interno dell'Impero russo l'odierna Ucraina era divisa fra la Piccola Russia (composta dai governatorati di Kiev, Char'kov, Poltava e Černigov), la Russia Meridionale (i governatorati di Ekaterinoslav, Cherson, Tauride e parte della Bessarabia) e la Russia Occidentale (i governatorati di Volinia e Podolia).
Gli ucraini sudditi dell'Impero austriaco (poi Impero austro-ungarico) erano detti ruteni ed erano divisi fra il Regno di Galizia e Lodomiria, il Ducato di Bucovina e il Regno di Ungheria.
Nonostante le promesse di autonomia contenute nel trattato di Perejaslav, l'élite ucraina e i cosacchi non ricevettero mai le libertà che attendevano dall'Impero russo. Tuttavia, entro l'Impero, gli ucraini poterono arrivare ai gradi più alti della gerarchia e della Chiesa ortodossa russa.
Nell'ultimo periodo, il regime zarista portò avanti una politica di russificazione delle terre ucraine, sopprimendo l'uso della lingua ucraina nella stampa e in pubblico. Nell'impero asburgico vi era maggiore tolleranza per i Ruteni. 
Nello stesso periodo l'Ucraina divenne il "granaio d'Europa" e Odessa, porto d'imbarco del grano, era la più grande città ucraina e la quarta dell'Impero russo. Kiev e Char'kov erano centri dell'industria tessile.
Dal canto suo, Leopoli era la quarta città dell'Impero Austroungarico.

## Il periodo sovietico

### La guerra civile russa

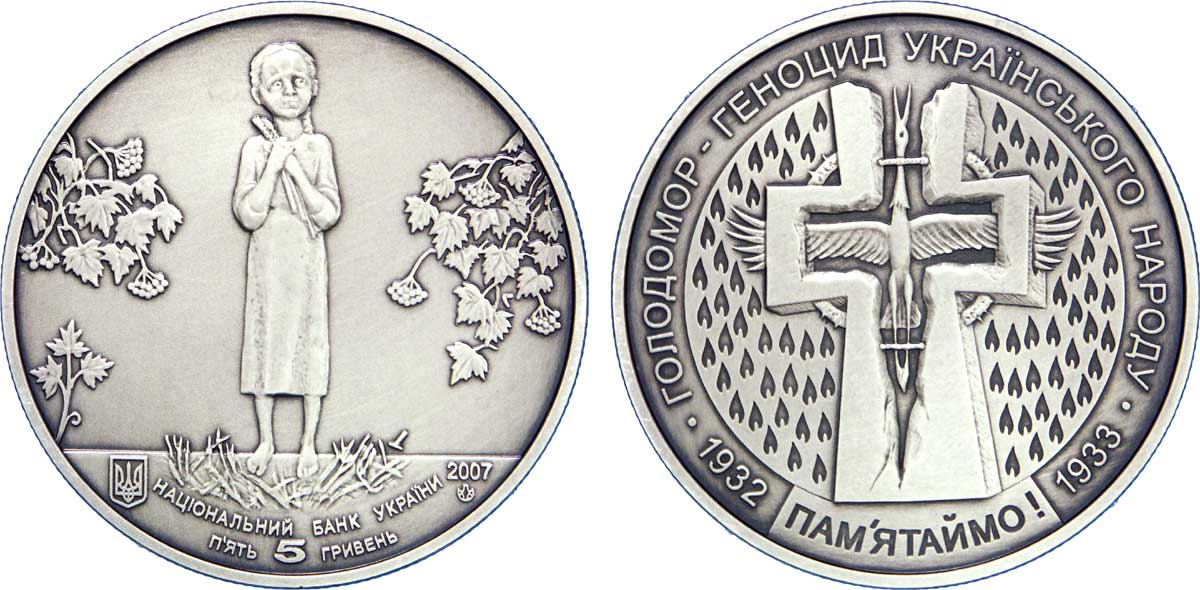
Moneta da 5 grivnie in commemorazione dell'Holodomor.

Repubblica Popolare Ucraina

Fra il 1917 e il 1922, in seguito alla Rivoluzione russa, vi fu un lungo periodo di guerra civile e di anarchia con continui cambi di fazioni al potere; questo periodo fu segnato dall'esistenza di più entità statali separate: nei territori austro-ungarici di lingua ucraina fu proclamata la Repubblica Nazionale dell'Ucraina Occidentale, mentre nell'area appartenuta all'Impero russo si scontrarono la Repubblica Popolare Ucraina con capitale Kiev e la Repubblica socialista sovietica ucraina con capitale Charkiv. L'8 febbraio 1918 Kiev fu temporaneamente catturata dalla Russia sovietica. La Repubblica Popolare di Kiev fu riconosciuta dall'Impero tedesco, che ne impose il riconoscimento ai Bolscevichi nel trattato di Brest-Litovsk, e dal 1919 fu un centro dell'Armata Bianca. 
Nel febbraio 1919 i bolscevichi entrarono a Kiev.
Nel 1919-1925 fu adottata una politica di deportazione della popolazione ucraina in particolare militari dell'Armata Bianca (che combatté contro l'Armata Rossa bolscevica) e proprietari terrieri.
Le prime vittime delle deportazioni sovietiche furono i cosacchi della regione di Terek, che nel 1920 furono sfrattati dalle loro case e inviati in altre parti del Caucaso settentrionale, nel Donbass e nell'estremo nord, e la loro terra fu trasferita ai ceceni e agli ingusci. Nel 1921 la RSFSR deportò kulaki e cosacchi dalla Semirechyenskoe e nel 1922 gli umanisti, i cosiddetti "filosofi piroscafi".

### La sovietizzazione
La Repubblica Socialista Sovietica Ucraina in base al trattato con la Repubblica Socialista Federativa Sovietica Russa del 10 marzo 1919 era inizialmente costituita da nove governatorati del passato Impero russo: Volinia, Podolia, Kiev, Černihiv, Poltava, Charkiv, Katerynoslav, Cherson e Tauride, quest'ultima senza tuttavia senza la penisola di Crimea, la cui componente slava maggioritaria già dai tempi dell'epoca zarista non era quella ucraina ma quella russa.
A livello di rapporti con entità statali non sovietiche, ebbe nel 1921 termine un periodo di aspre lotte con la Pace di Riga del 1921, la quale assegnò la Galizia e la Volinia alla Polonia, i sovietici ottennero il resto del paese e nel 1922 l'Ucraina entrò ufficialmente a far parte dell'URSS come Repubblica socialista sovietica ucraina.
I cosacchi ucraini subirono deportazioni di massa.
Quanto ai territori di lingua rutena dell'Impero austro-ungarico, dopo l'esperienza effimera delle repubbliche indipendenti (Repubblica di Lemko-Rusyn, Repubblica huzula), furono divisi fra Polonia, (attuali Oblast' di Leopoli, Volinia, Rovno, Ivano-Frankivs'k, e Tarnopol), Cecoslovacchia (Oblast' di Transcarpazia) e Romania (l'odierno Oblast' di Černivci). Questi territori sarebbero stati assegnati all'Ucraina (e quindi all'Unione Sovietica) solo dopo la Seconda guerra mondiale.
Nel 1925-1928 la cosiddetta commissione tripartita dell'URSS (Repubblica Socialista Sovietica Ucraina, BSSR e RSFSR) lavorò sulla ridistribuzione dei confini e come risultato centinaia di migliaia di ucraini furono deportati dalle terre ucraine di Starodub, Belgorod, Orel, Don in Malynovy Klyn, Ucraina grigia e Ucraina verde.

### L'Holodomor

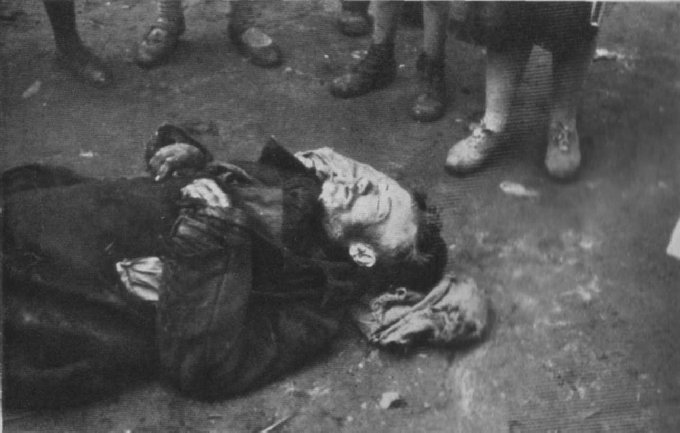
Morti per fame nelle strade di Charkiv. Foto di Alexander Wienerberger, 1933

Fra il 1929 ed il 1933 la collettivizzazione forzata della terra imposta da Stalin provocò la morte per fame di milioni di persone: si tratta dello Holodomor, ricordato come il genocidio ucraino. Nel 1930, l'URSS iniziò a fare pulizia dei confini occidentali e ci fu una nuova deportazione degli ucraini, la cosiddetta espulsione dei "kulaki" del 1930-1936 in cui furono deportati decine di migliaia di ucraini.
Nel 1937, i servizi speciali sovietici distrussero la maggior parte dei rappresentanti dell'intellighenzia ucraina.
Durante la seconda guerra mondiale, tra il 1941 e il 1944, l'Ucraina fu occupata dalle forze dell'Asse nell'ambito della campagna di Russia. La Germania nazista vi instaurò il Reichskommissariat Ukraine.
Oltre 30 000 ucraini si arruolarono nelle Waffen-SS in funzione antibolscevica ed antirussa, collaborando anche all'olocausto in Ucraina.
In questo contesto si inserì anche l'attività nazionalista ed indipendentista dell'Esercito Insurrezionale Ucraino che combatté, prima con i tedeschi e poi da solo, contro l'Armata Rossa.
Dal 1944 i sovietici attuarono la deportazione dei tatari di Crimea.

### Dopoguerra
Nel 1954, per celebrare "i 300 anni di amicizia tra Ucraina e Russia" (fatti coincidere con la pace di Perejaslav), l'U.R.S.S. decise di annettere la Crimea all'Ucraina, togliendola alla Federazione Russa. Tutto ciò all'interno dell'Unione Sovietica, durante la presidenza di Nikita Sergeevič Chruščëv.
Nel periodo sovietico ebbe grande sviluppo industriale il bacino carbonifero del Donec e ciò spostò l'equilibrio economico dell'Ucraina a favore delle aree più orientali e russofone.
Il 26 aprile 1986 ebbe luogo il disastro di Černobyl', che ebbe conseguenze devastanti in termini di morti, malati, menomati, sfollati, nonché in termini di danni economici.

## L'Ucraina indipendente

### La dissoluzione dell'URSS e l'indipendenza

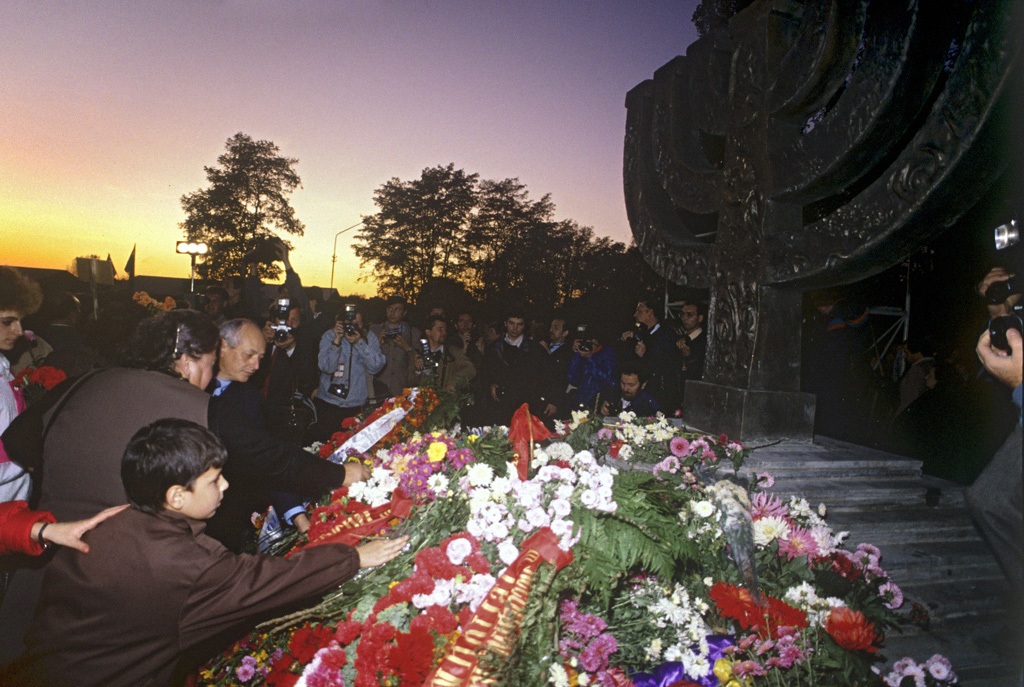
Cerimonia di deposizione di una corona a Babi Yar, dove i Nazisti uccisero approssimativamente 100000 persone, 1991

Gorbačëv nel 1988 intraprese una serie di riforme costituzionali per separare il Partito comunista dallo Stato e promulgò una legge sulla riforma elettorale, fissando come data delle elezioni il 26 marzo 1989.
Il 16 luglio 1990, durante la dissoluzione dell'Unione Sovietica, il nuovo Parlamento ucraino adottò la Dichiarazione di sovranità dell'Ucraina. La dichiarazione stabilì i principi di autodeterminazione dell'Ucraina, la democrazia, l'economia politica e l'indipendenza, la priorità della legge ucraina sul territorio ucraino rispetto al diritto sovietico. Un mese prima, una simile dichiarazione fu adottata dal Parlamento della Repubblica Socialista Federativa Sovietica Russa. Iniziò un periodo di confronto fra il Soviet centrale e le nuove autorità repubblicane. Dopo il fallito golpe di agosto, il 24 agosto 1991 il Parlamento ucraino adottò l'Atto d'indipendenza dell'Ucraina attraverso il quale il Parlamento dichiarò l'Ucraina uno Stato indipendente e democratico.
Un referendum e la prima elezione presidenziale ebbero luogo il 1º dicembre 1991. Quel giorno, più del 90% dell'elettorato espresse il proprio consenso all'Atto d'Indipendenza, e venne eletto come presidente del Parlamento Leonid Kravčuk, per servire come primo Presidente del Paese. Con un meeting a Brest, in Bielorussia l'8 dicembre, seguito dall'incontro di Alma Ata del 21 dicembre, i leader di Bielorussia, Russia e Ucraina dissolsero formalmente l'Unione Sovietica e formarono la Comunità degli Stati Indipendenti (CSI).

### Le presidenze Kravčuk e Kučma
I rapporti con la Russia furono inizialmente molto tesi, restavano da risolvere la questione degli armamenti nucleari sul territorio ucraino e il controllo della flotta del Mar Nero ancorata a Sebastopoli. 
L'economia del paese conobbe un periodo di crisi dovuto alla mancanza di riserve energetiche, si ebbero tassi elevatissimi di inflazione e le tensioni interne aumentarono. Kravčuk fu sconfitto nel 1994 da Leonid Kučma, riformatore filo-russo rieletto poi nel 1999. Alla fine degli anni novanta i rapporti fra Ucraina e NATO furono causa di nuove tensioni con la Russia.
Nel 2000 venne formato un governo riformista con a capo Viktor Juščenko.
Nell'aprile 2001 la maggioranza parlamentare si dissolse e il Primo ministro Viktor Juščenko venne destituito, dando inizio a un periodo di instabilità. Dopo il breve mandato di Anatolij Kinach, dal 21 novembre 2002 fu nominato primo ministro Viktor Janukovyč.

### La rivoluzione arancione e la presidenza Juščenko

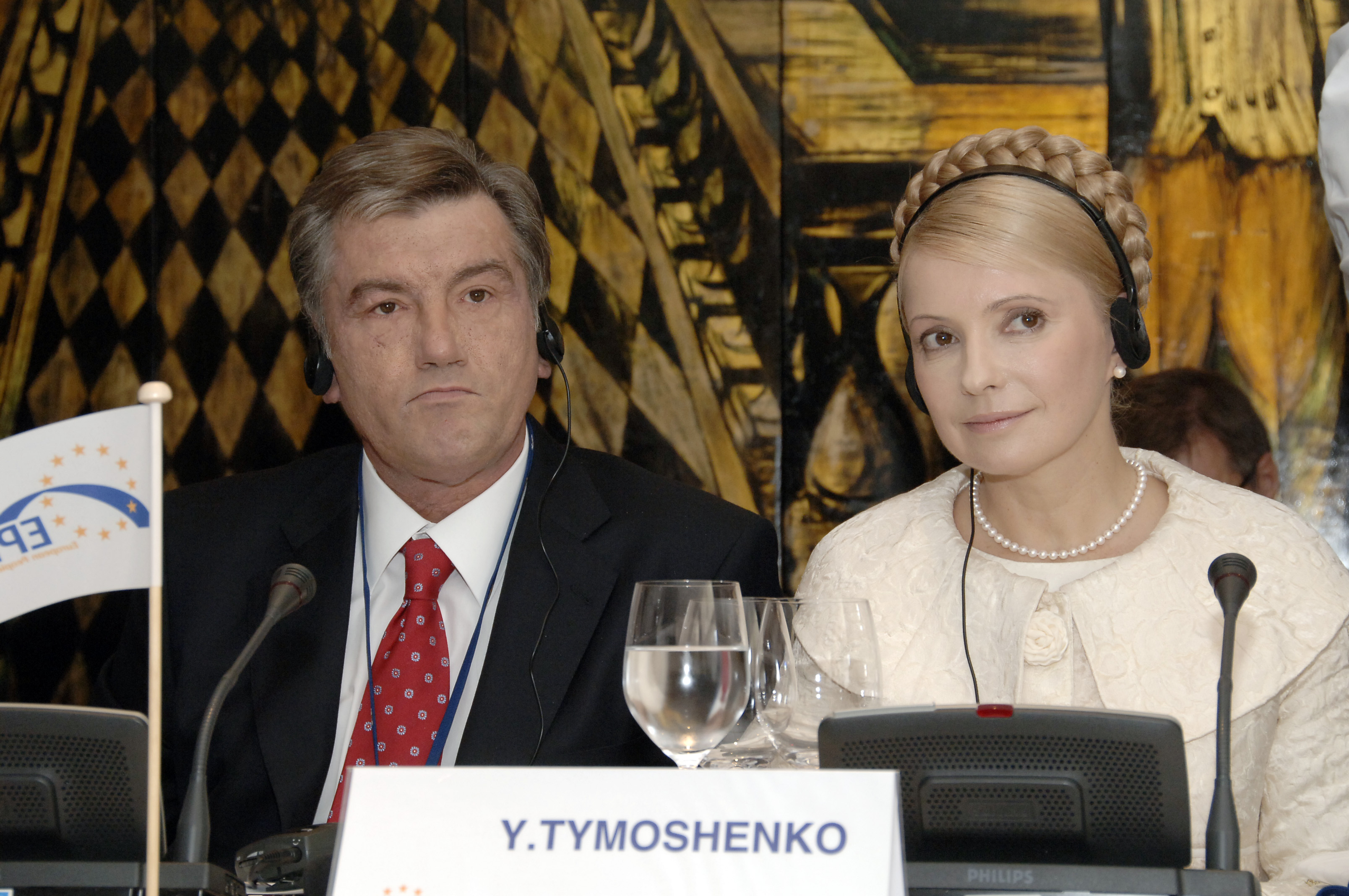
Julija Tymošenko insieme al Presidente Viktor Juščenko

I risultati delle elezioni presidenziali dell'ottobre/novembre 2004, dopo proteste popolari per sospetti di brogli a favore del primo ministro Janukovyč (sostenuto dal presidente uscente moderato Kučma) e la cosiddetta "Rivoluzione arancione" da parte dei sostenitori di Juščenko, vennero sospesi dalla corte suprema.
Le elezioni si ripeterono il 26 dicembre 2004 e il nuovo presidente risultò Viktor Juščenko, entrato in carica il 23 gennaio 2005.
Tale rivoluzione vide il forte sostegno degli Stati Uniti e dell'Unione europea, che salutarono con favore la caduta di un'altra autocrazia post-sovietica. Con l'ascesa al potere di Juščenko ed il conseguente spostamento politico dell'Ucraina verso l'Unione europea, Gazprom iniziò a tariffare il gas all'Ucraina al prezzo di 230 dollari per 1000 m³, aumentando considerevolmente la precedente tariffa di 50 dollari, da sempre un prezzo di favore della Russia verso l'Ucraina.
In seguito alle elezioni per la Verchovna Rada, il parlamento ucraino, tenutesi il 26 marzo 2006 e vinte dal Partito delle Regioni di Janukovyč col 32,14% dei voti, la "coalizione arancione" presieduta da Juščenko uscì notevolmente ridimensionata a causa del voltafaccia di una parte della coalizione, il Partito Socialista. Janukovyč, eletto primo ministro, riuscì poi a modificare la costituzione per via parlamentare riducendo i poteri del presidente. Ciò spinse Juščenko, il 2 aprile 2007, a firmare un decreto per sciogliere il parlamento e indire nuove elezioni legislative; il decreto venne bocciato in parlamento, fra le proteste del premier Janukovyč e dei suoi sostenitori nelle piazze.

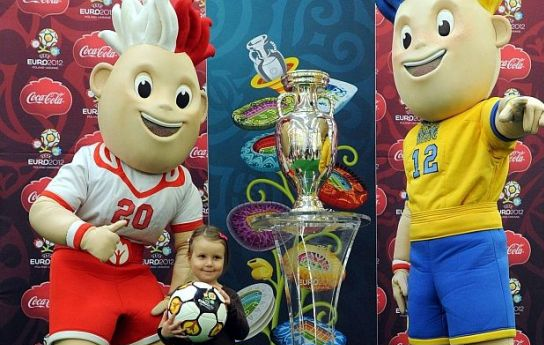
Slavek & Slavko, i due gemelli scelti come mascotte di Euro 2012

Il 30 settembre 2007 la crisi sfociò in elezioni parlamentari anticipate, frutto di un accordo tra Juščenko, Janukovič ed il presidente del parlamento, Oleksandr Moroz. L'esito fu controverso: se il Partito delle Regioni di Janukovič si riconfermò come primo partito, la coalizione tra il Blocco Elettorale Julija Tymošenko di Julija Tymošenko e il Blocco Nostra Ucraina-Autodifesa Popolare di Juščenko ottenne la maggioranza dei seggi. Julija Tymošenko fu pertanto nominata Primo ministro il 18 dicembre 2007.
Nel 2008 si verificò un'altra crisi politica, causata dalle reazioni alla guerra in Ossezia del Sud; il presidente Viktor Juščenko sciolse, dopo circa un anno dalle precedenti elezioni, la Verchovna Rada e indisse nuove elezioni, poi annullate a causa della formazione di una nuova coalizione di governo, sempre guidata da Julija Tymošenko. Le sempre maggiori tensioni innescate dalla Russia sulla comunità russofona dell'Est dell'Ucraina e fatti gravi quali l'avvelenamento del premier Viktor Juščenko che rimase sfigurato, con tutta una serie di attacchi personali alla coalizione, segnarono la fine dell'esperienza arancione.
L'Ucraina, assieme alla Polonia, ha ospitato i Campionati europei di calcio del 2012. Il Presidente della Commissione europea Barroso e la Commissaria europea alla giustizia Viviane Reding hanno annunciato il boicottaggio della manifestazione per protesta contro i maltrattamenti in carcere dell'ex premier ucraina Julija Tymošenko.
L'UEFA e le autorità ucraine sono state inoltre accusate da associazioni animaliste del sistematico sterminio, anche con metodi atroci, di migliaia di animali randagi in vista della preparazione all'evento - una pratica definita "consueta" che dal 2010 si è intensificata con finanziamenti a supporto della "soluzione ultima" al randagismo. Dal novembre 2011 le autorità sono passate ad adottare la sterilizzazione e altre forme di contenimento del problema.

### La presidenza Janukovyč e la rivolta di Maidan

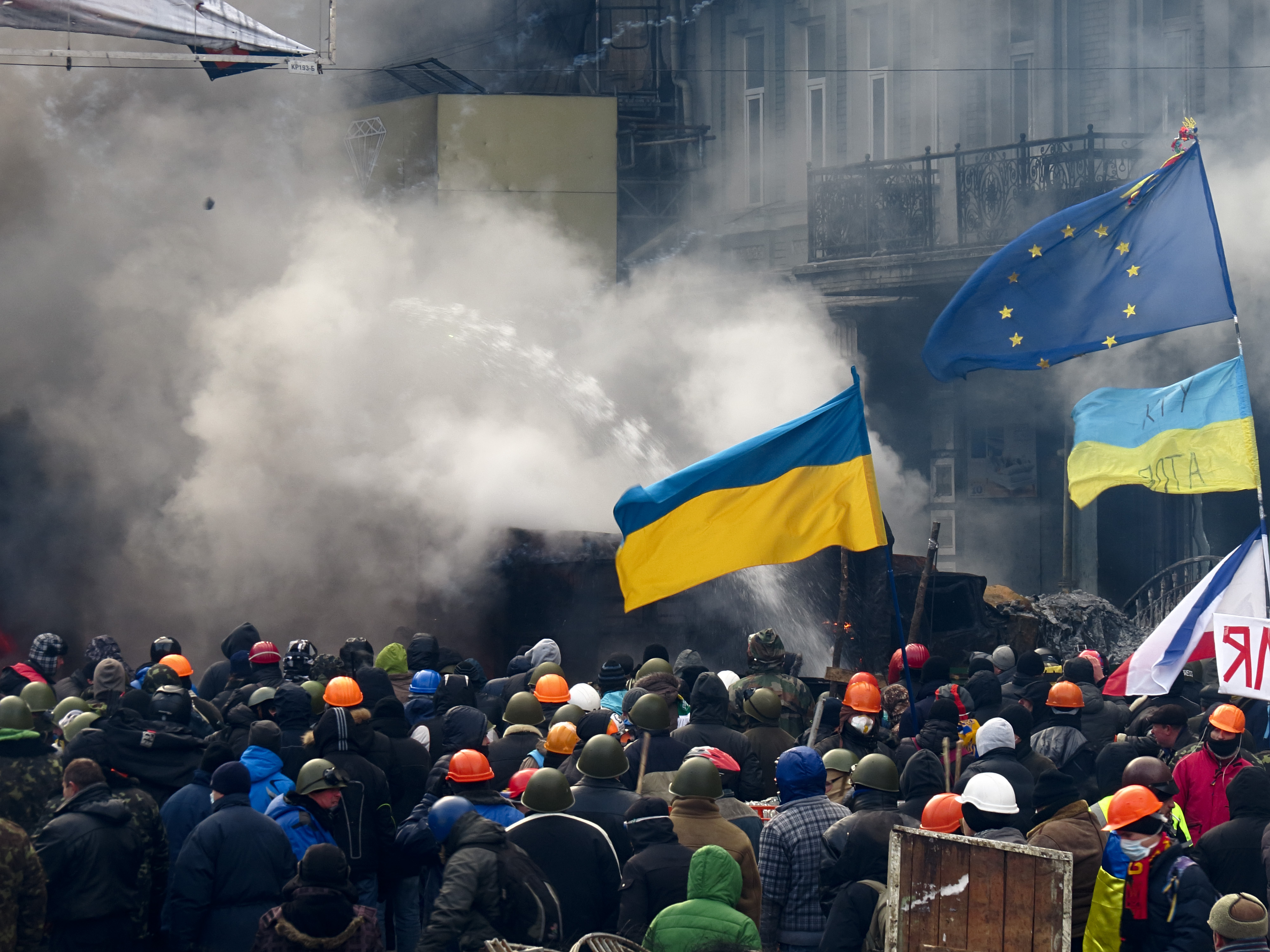
Manifestanti con bandiere a Kiev, 19 febbraio 2014

Nel 2010 alle elezioni presidenziali fu eletto Presidente della Repubblica Viktor Janukovyč, che sconfisse Julija Tymošenko di stretta misura. Nel 2011 la Tymosenko venne coinvolta in un procedimento penale per malversazione di fondi pubblici, con l'accusa di aver siglato con la compagnia russa Gazprom un contratto per la fornitura di gas naturale giudicato inutilmente oneroso per il paese. Il 29 agosto 2012 la Corte Suprema dell'Ucraina nell'ultimo grado di giudizio ha confermato la condanna a sette anni di reclusione per abuso d'ufficio. A favore dell'ex Primo Ministro ucraino è arrivata la sentenza della Corte europea dei diritti dell'uomo, che il 29 aprile 2013 ha decretato "illegale" la carcerazione preventiva di Tymošenko, pur non esprimendosi sulla condanna.
Nonostante l'Ucraina sia rimasta, come altri paesi compresi in passato nell'Unione Sovietica, in parte dipendente dalla Russia, ha ultimamente manifestato un distacco da quest'ultima con l'avvenire nel paese di rivolte sempre più numerose di stampo filo-occidentale e scontri fra manifestanti e la polizia speciale Berkut istituita nell'era Janukovyč, che hanno portato il 22 febbraio 2014 alla fuga del presidente filo-russo. Quest'evento ha contribuito ad allargare la tensione fra i due paesi con ripercussioni sul lato economico, nonché politico: la Russia ha aumentato notevolmente il costo del gas che prima veniva fornito all'Ucraina ad un prezzo amichevole, e le relazioni diplomatiche tra i due paesi si sono inasprite considerevolmente.
Nel corso del 2013 iniziarono forti proteste pro-europee contro il presidente Janukovyč, politicamente filo-russo, che esplosero in novembre quando il governo sospese un accordo di associazione tra l'Ucraina e l'Unione europea.
Tali proteste sfociarono nel corso di gennaio e febbraio 2014 in feroci e violenti scontri con feriti e morti, culminati con stragi nei giorni 18-19-20 febbraio. Prima dell'alba del 22 febbraio il presidente Janukovyč scappò via da Kiev, ed il 22 mattina si dimise (solo) il Presidente del Parlamento Volodymyr Rybak, un fedelissimo di Janukovyč. Immediatamente il Parlamento si riunì in seduta plenaria, e fu eletto Oleksandr Turčynov quale nuovo Presidente, ricoprendo da subito anche la carica di premier ad interim. Arsen Avakov fu invece eletto nuovo ministro dell'Interno ad interim. Nella stessa giornata avvenne la scarcerazione di Julija Tymošenko. Dopo qualche giorno fu formato anche il nuovo governo dell'Ucraina, con Arsenij Jacenjuk come Primo Ministro.

### La Presidenza Porošenko, la crisi della Crimea e la guerra in Donbass
Il governo Jacenjuk ha gestito le successive elezioni presidenziali che, tra il 25 maggio 2014 (1º turno) ed il 15 giugno (2º turno), hanno portato Petro Porošenko a divenire il nuovo presidente dell'Ucraina.
Il 27 giugno 2014 il presidente ucraino Petro Porošenko a Bruxelles ha firmato l'Accordo di associazione tra l'Ucraina e l'Unione europea.
Nell'ottobre del 2014 si sono tenute le elezioni parlamentari che hanno aumentato i consensi (43,96%) per i due partiti coalizzati di Poroshenko e Jacenjuk (132 + 82 seggi dei 450 totali).

#### L'annessione russa della Crimea

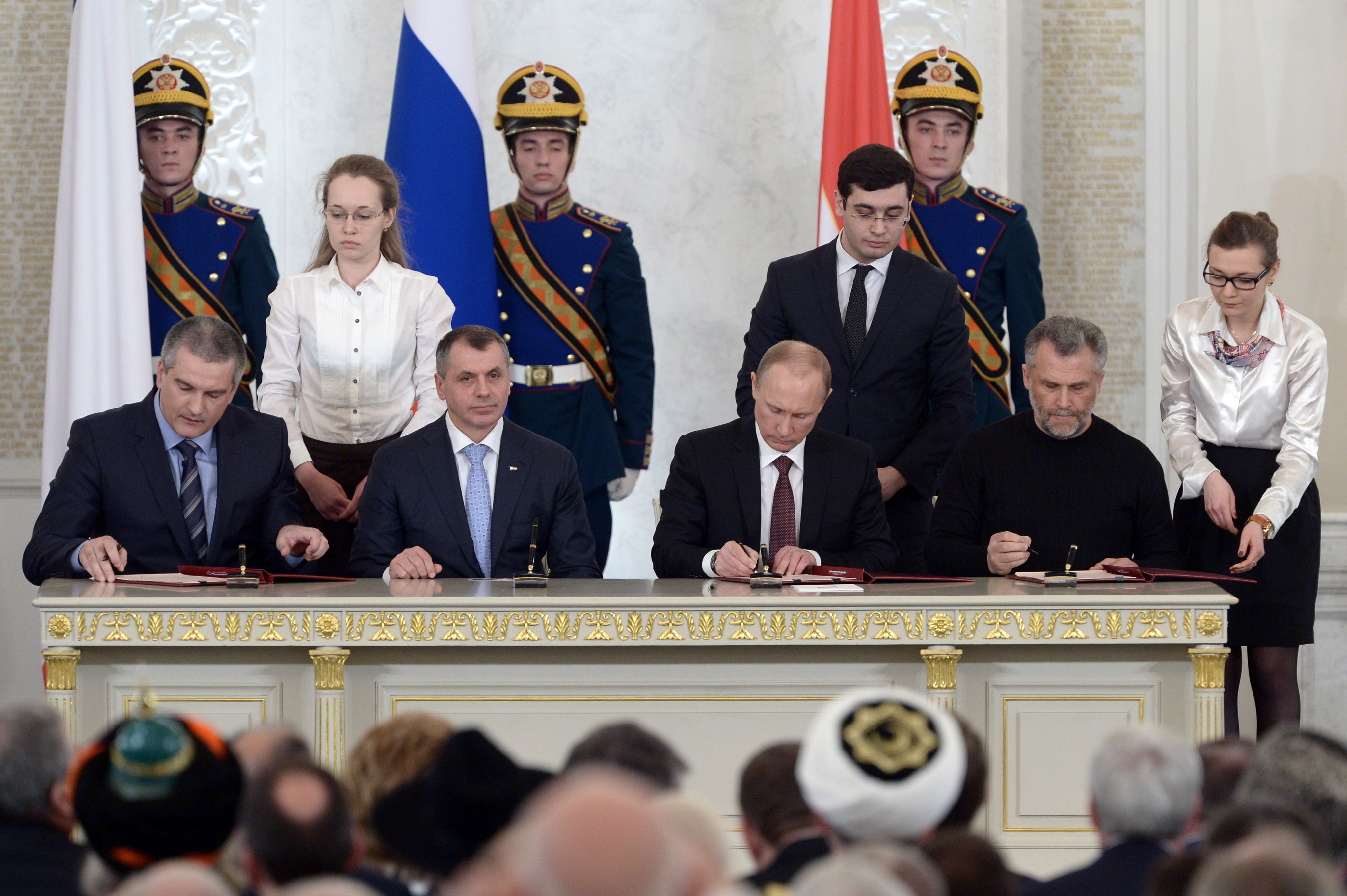
Firma del trattato di adesione della Repubblica di Crimea alla Federazione Russa; da sinistra a destra: Sergej Aksënov, primo ministro della Repubblica di Crimea; Vladimir Konstantinov, presidente del Consiglio supremo della Repubblica di Crimea; Vladimir Putin, presidente della Federazione Russa; Aleksej Čalyj, sindaco-governatore di Sebastopoli.

Manifestazioni filo-russe si tennero in Crimea il 22 e 23 febbraio 2014. Il 26 febbraio militari russi senza insegne (come ammesso in seguito) presero il controllo della penisola di Crimea, e il giorno successivo occuparono le istituzioni politiche (parlamento e governo locale) e installarono come nuovo leader locale il filo-russo Sergej Aksënov, il quale annunciò l'intenzione di indire un referendum per una maggiore autonomia da Kiev. Nel frattempo, in tutta la penisola le bandiere ucraine venivano sostituite da quelle russe. Il 28 febbraio l'ex presidente Janukovyč, dalla città russa di Rostov, invitò Putin a "ristabilire l'ordine" in Ucraina - pur specificando che un intervento militare sarebbe stato "inaccettabile". Lo stesso fece Aksënov. Il 1º marzo le due camere della Duma russa autorizzavano il presidente Putin ad utilizzare le truppe russe in Crimea.
La nuova leadership filorussa in Crimea dichiarò unilateralmente l'indipendenza l'11 marzo 2014 ed organizzò un referendum sull'autodeterminazione il 16 marzo, a seguito del quale la penisola venne annessa alla Russia tramite un trattato firmato due giorni dopo.
Il governo ucraino dichiarò sciolto il parlamento regionale il 16 marzo 2014, e dal 20 marzo viene considerato dall'Ucraina "territorio temporaneamente occupato dalla Federazione Russa". Dall'8 settembre 2014 le guardie di frontiera ucraine presenti nell'Oblast' di Cherson richiedono ai cittadini ucraini il passaporto o la carta d'identità ucraina se si recano nella penisola.
Il 27 marzo, l'Assemblea Generale delle Nazioni Unite approvò una risoluzione non vincolante che dichiarò il referendum della Crimea appoggiato da Mosca non valido. La risoluzione venne approvata con 100 voti a favore, 11 contrari e 58 astensioni tra le 193 nazioni membri ONU.

#### La guerra del Donbass

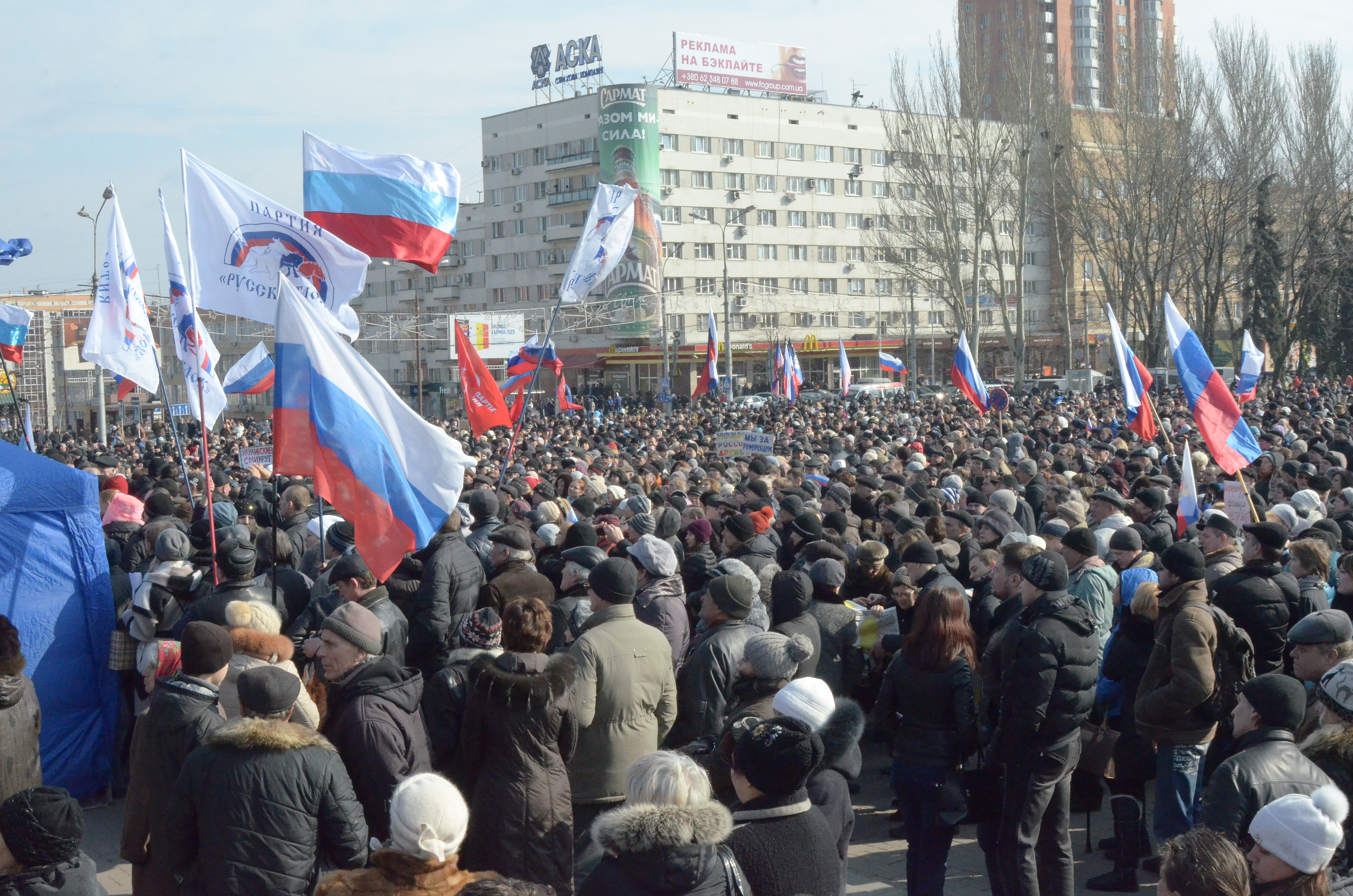
Manifestanti filo-russi a Donec'k, 8 marzo 2014

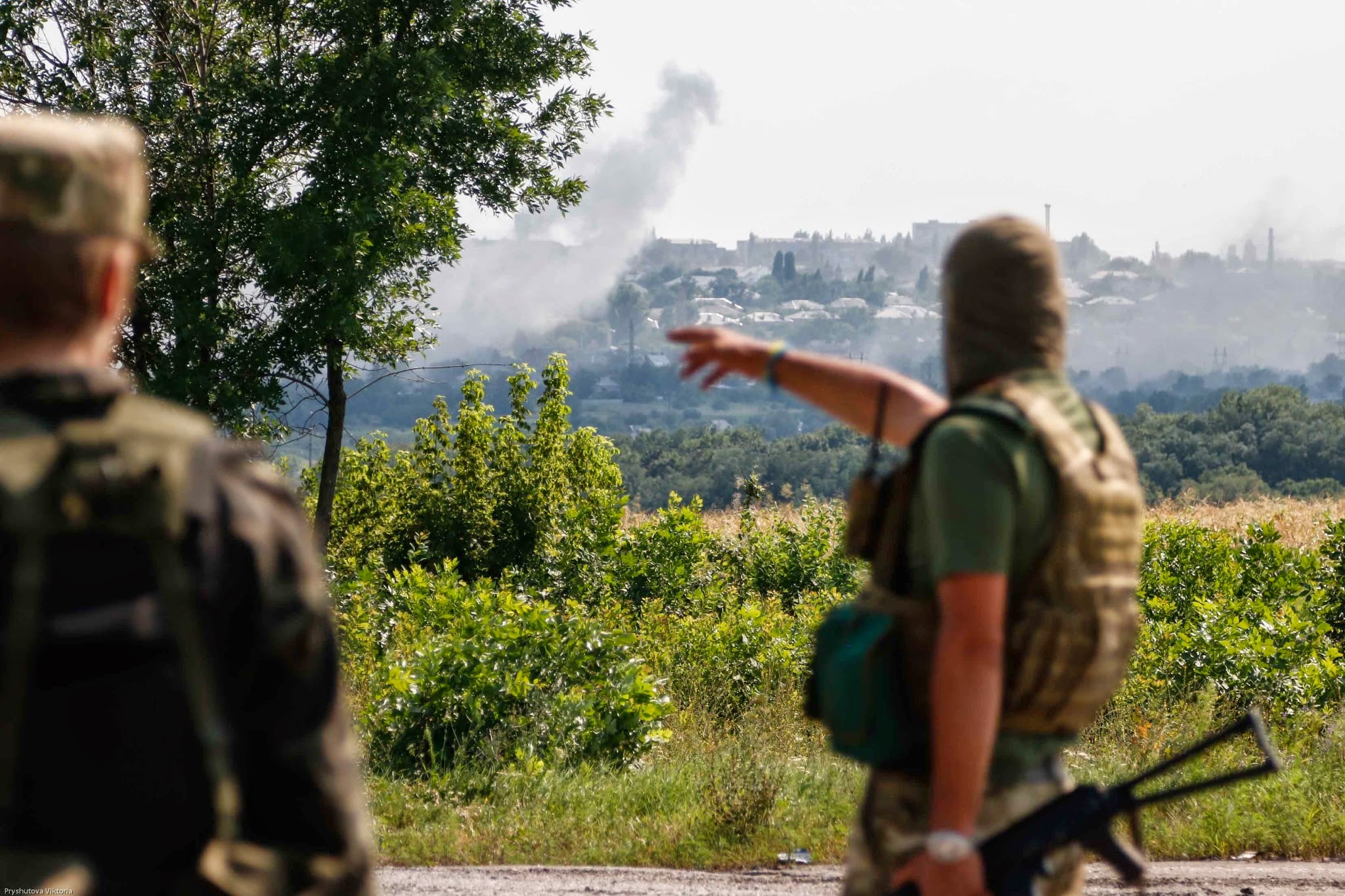
Guerra del Donbass, Pervomajs'k, luglio 2014

Con l'aumentare del malcontento tra le popolazioni dell'est dell'Ucraina, anche a causa di una crescente crisi economica e la sempre maggiore instabilità politica all'interno del paese dopo Euromaidan filo-europeo, la popolazione ribelle dell'est, appoggiata politicamente e militarmente dalla Russia (definiti omini verdi), si è detta contraria al nuovo governo di Kiev e in segno di protesta ha occupato diversi edifici governativi, militari e non, in particolare nelle zone del Donbass e dintorni. In Ucraina dell'est si è dunque andata creando una vera e propria invasione del territorio da parte di ribelli paramilitari e militari di stampo russofono, aiutati da volontari e militari russi.
Il 7 aprile 2014 anche l'oblast' di Donec'k ha dichiarato unilateralmente l'indipendenza dall'Ucraina in seguito a un referendum e pochi giorni dopo l'autonominato presidente della Repubblica Popolare di Doneck Pavel Gubarev ha dichiarato la futura annessione alla Russia.
La crisi ucraina ha risuonato anche fuori dal paese inasprendo le relazioni tra Russia e Occidente, in particolare gli Stati Uniti, i quali si sono scambiati accuse a vicenda sul lato politico: se da un lato l'Occidente accusa la Russia di appoggiare in ambito militare i ribelli dell'est dell'Ucraina contribuendo a fomentare le rivolte, la Russia ribadisce le violazioni da parte di quello che definisce come illegittimo governo di Kiev nel sopprimere le rivolte con la violenza, non curandosi dei diritti umani e bombardando i civili nella parte russofona del paese senza fare nulla per distendere la tensione. Da parte sua, la Russia ha intensificato lo schieramento di truppe militari al confine con l'Ucraina, fatto che è stato denunciato più volte dalla NATO come atto d'aggressione.

#### La liberalizzazione dei visti Schengen
Dal 21 dicembre 2007, in seguito all'estensione dell'area Schengen, arrivata fino alla Polonia, sono aumentate le pressioni ucraine sull'Unione europea per un'accelerazione del processo di integrazione. Schengen, infatti, comporta un notevole inasprimento del regime dei visti fra i paesi che vi aderiscono e gli altri e ciò ha reso molto difficile i passaggi di frontiera dall'Ucraina alla Polonia, che erano prima circa 6,5 milioni l'anno. Questo è un problema soprattutto per le circa centomila persone che si stima vivessero di traffici transfrontalieri e per gli abitanti della Galizia, inclusa nella Polonia dal XV al XVIII secolo, poi governata dall'Austria e di nuovo unita alla Polonia dal 1921 al 1941, dove pertanto molti abitanti hanno parenti oltreconfine. Per questo Polonia e Ucraina hanno sottoscritto un accordo secondo cui gli abitanti a meno di 50 km dal confine non avranno bisogno dei visti, se l'UE approverà.
Nel 2017 l'Unione europea ha approvato la liberalizzazione del regime dei visti Schengen per tutti i cittadini ucraini dotati di passaporto biometrico.
Il 21 aprile 2019 in occasione delle elezioni presidenziali, viene eletto presidente il politico e attore Volodymyr Zelensky, che sconfigge il presidente uscente Petro Poroshenko con il 73% dei consensi.

#### Crisi del 2021-2022, invasione russa dell'Ucraina e Battaglia di Buča
Nel 2021 avviene una nuova crisi diplomatica tra Russia e Ucraina, a seguito dell'invio di un ingente numero di unità militari russe lungo il confine con l'Ucraina, giustificata dal presidente russo Putin con il timore di una possibile futura adesione dell'Ucraina alla NATO. Il 24 febbraio 2022, avviene l'invasione dell'Ucraina da parte delle forze armate russe.
L'esercito russo è penetrato in territorio ucraino da nord dal confine ucraino-bielorusso, da est dal confine russo ucraino e da sud dalla Crimea occupata e unilateralmente annessa nel 2014. Da nord l'ingresso nel Paese è avvenuto sia dal confine russo-ucraino sia da quello tra l'Ucraina e la Bielorussia. Il 24 febbraio le truppe russe hanno preso controllo delle città fantasma di Černobyl' e Pryp"jat', compresa la centrale nucleare, per poi puntare verso la capitale Kiev con l'obiettivo di accerchiarla. L'avanzata è stata però rallentata dalla resistenza delle truppe ucraine, che non sono tuttavia riuscite a difendere l'aeroporto Antonov di Hostomel', perso tra il 24 e il 25 febbraio a causa dell'intervento di paracadutisti russi elitrasportati. A est, l'esercito russo è inoltre avanzato nel territorio delle autoproclamate repubbliche di Luhans'k e Donec'k, nel Donbass.
A sud, il 24 febbraio la marina russa ha preso il controllo dell'isola dei Serpenti, in posizione strategica a circa 45 km dalle coste di Odessa e della Romania. Il maggior avanzamento delle forze russe si è però registrato a partire dalla Crimea e ha consentito loro di prendere il controllo del canale della Crimea settentrionale, della città di Cherson e dell'importante centrale nucleare di Zaporižžja, conquistata il 4 marzo. Sempre dalla Crimea, le truppe russe si sono spinte verso est seguendo la costa, fino a ricongiungersi con quelle penetrate dal Donbass e ad accerchiare Mariupol'. Il 27 febbraio Putin ha ordinato l'attivazione dei sistemi di allerta nucleare, corrispondente allo stato di preallarme difensivo basato sui missili nucleari. L'invasione russa ha ricevuto un'ampia condanna internazionale e pesanti sanzioni economico-finanziarie, oltre a scatenare una serie di proteste contro l'invasione da parte della popolazione russa nelle principali città, conclusesi con arresti di massa. Dopo che le forze ucraine hanno ripreso il controllo di Buča, hanno iniziato a circolare rapporti e testimonianze di crimini di guerra commessi dall'esercito russo. I giornalisti dell'Agence France-Presse hanno trovato 20 corpi per terra in una strada a Buča. Almeno uno di loro aveva le mani legate e tutte le vittime erano maschi. Secondo il sindaco Anatolij Fedoruk circa 280 persone sono state sepolte in una fossa comune. I primi giornalisti a giungere sul posto dopo il ritiro delle truppe occupanti vi furono quelli dell'AFP che, entrando nella cittadina, s'imbatterono nei cadaveri di 20 persone uccise e lasciati per strada, successivamente documentati anche dall’inviato di guerra della Rai Ilario Piagnerelli. Almeno uno dei corpi aveva le mani legate e tutte le vittime erano maschi, inoltre, secondo il sindaco Anatolij Fedoruk, circa 280 persone erano state sepolte in una fossa comune.
Il Guardian del 2 aprile 2022 ha riferito che dopo che le forze ucraine hanno riconquistato l'Oblast' di Kiev, "hanno trovato una tremenda devastazione al loro ritorno nell'area: corpi nelle strade, prove di esecuzioni di civili, fosse comuni e bambini uccisi".
Il 22 maggio la BBC ha riferito che, dopo la caduta di Mariupol', la Russia aveva intensificato le offensive a Luhans'k e Donec'k mentre concentrava gli attacchi missilistici e l'intenso fuoco di artiglieria su Sjevjerodonec'k, la più grande città sotto il controllo ucraino nella provincia di Luhans'k.
Il 23 maggio è stato riferito che le forze russe sono entrate nella città di Lyman, catturando completamente la città entro il 26 maggio.
Il 30 maggio Reuters ha riferito che le truppe russe avevano fatto breccia nella periferia di Sjevjerodonec'k. Con le difese ucraine di Sjevjerodonec'k vacillanti, le truppe russe hanno iniziato a intensificare il loro attacco alla vicina città di Lysyčans'k come loro prossima città bersaglio dell'invasione.
Il 20 giugno è stato riferito che le truppe russe hanno continuato a rafforzare la loro presa su Sjevjerodonec'k catturando villaggi e frazioni circostanti della città, più recentemente il villaggio di Metelkine.
Il 3 luglio la CBS ha annunciato che il ministero della Difesa russo ha affermato che la città di Lysyčans'k era stata catturata e occupata dalle forze russe.
Il 4 luglio le truppe d'invasione russe hanno continuato la loro invasione nell'oblast di Donec'k per attaccare le città di Slov"jans'k e Bachmut. Le forze ucraine hanno lanciato una controffensiva a sorpresa il 6 settembre nella regione di Charkiv, iniziando vicino a Balaklija. Il 7 settembre le forze ucraine sono avanzate di circa 20 chilometri nel territorio occupato dalla Russia e hanno affermato di aver riconquistato circa 400 chilometri quadrati. I commentatori russi hanno affermato che tale situazione era probabilmente dovuta al trasferimento delle forze russe a Cherson in risposta all'offensiva ucraina lì. L'8 settembre le forze ucraine hanno ripreso Balaklija avanzando di 15 chilometri da Kup"jans'k. Gli analisti militari hanno affermato che le forze ucraine sembravano muoversi verso Kup"jans'k, un importante snodo ferroviario, con l'obiettivo di tagliare le forze russe a Izjum dal nord.
Il 9 settembre l'amministrazione di occupazione russa dell'Oblast' di Charkiv ha annunciato che avrebbe "evacuato" le popolazioni civili di Izjum, Kup"jans'k e Velykyj Burluk. La mattina del 10 settembre sono emerse foto che affermavano che le truppe ucraine alzavano la bandiera ucraina nel centro di Kup"jans'k. Più tardi nel corso della giornata, Reuters ha riferito che le posizioni russe nel nord-est dell'Ucraina erano "crollate" di fronte all'assalto ucraino, con le forze russe costrette a ritirarsi dalla loro base a Izjum dopo essere state tagliate fuori con la presa di Kup"jans'k.
L'11 settembre, nella ricorrenza del 200º giorno dall'inizio dell'invasione, sull'onda della controffensiva ucraina e dell'immediata ritorsione russa effettuata con numerosi bombardamenti sulle centrali elettriche ucraine, il presidente ucraino Volodymyr Zelens'kyj ha pronunciato un discorso dalle pagine Facebook e Telegram, con il quale respingeva il ricatto di Mosca, su grano, elettricità, e persino sulla fame, lanciando lo slogan «Senza di voiǃ».
Il 21 settembre 2022 Vladimir Putin ha annunciato una mobilitazione parziale. Durante l'annuncio ha affermato anche che la Russia avrebbe usato  «"tutti i mezzi" per "difendersi" da voiǃ».
Poco più tardi e nello stesso giorno, il ministro della Difesa Sergej Šojgu ha dichiarato che 300 000 riservisti sarebbero stati chiamati su base obbligatoria.